# السياحة في لبنان

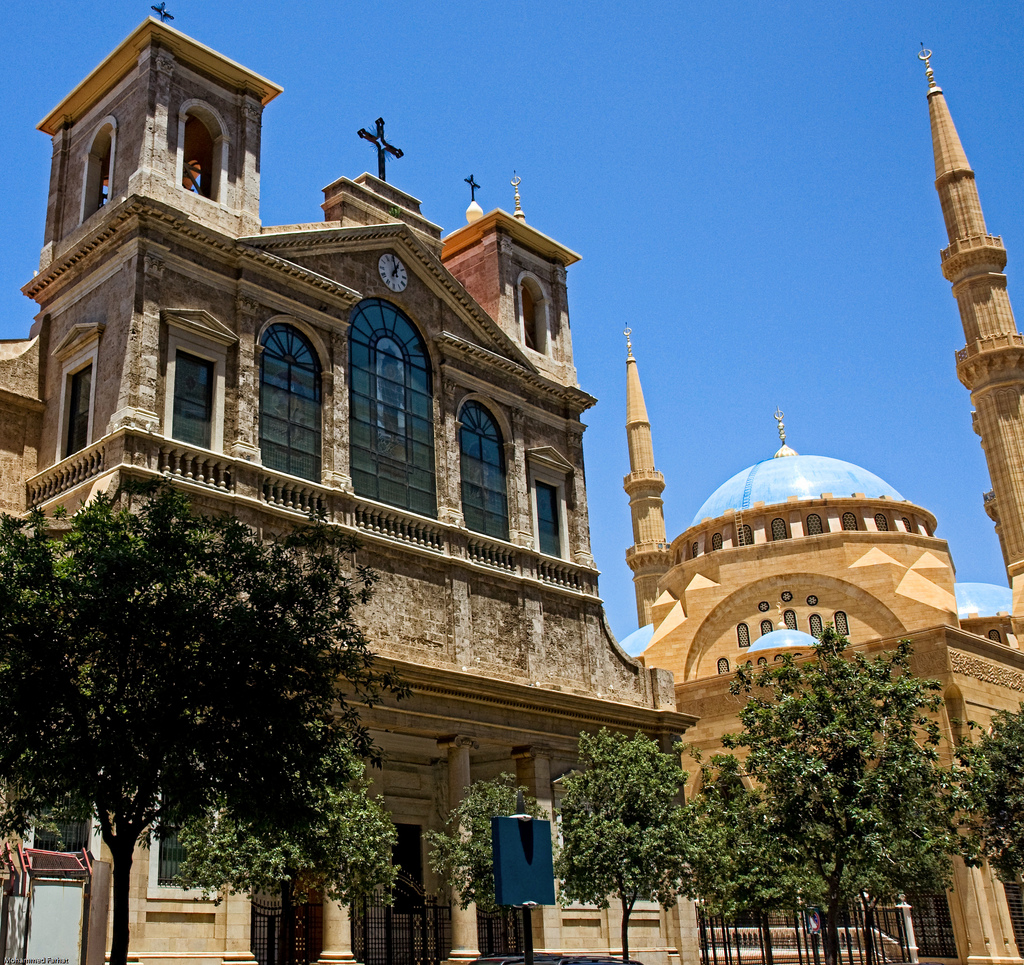
محافظة بيروت

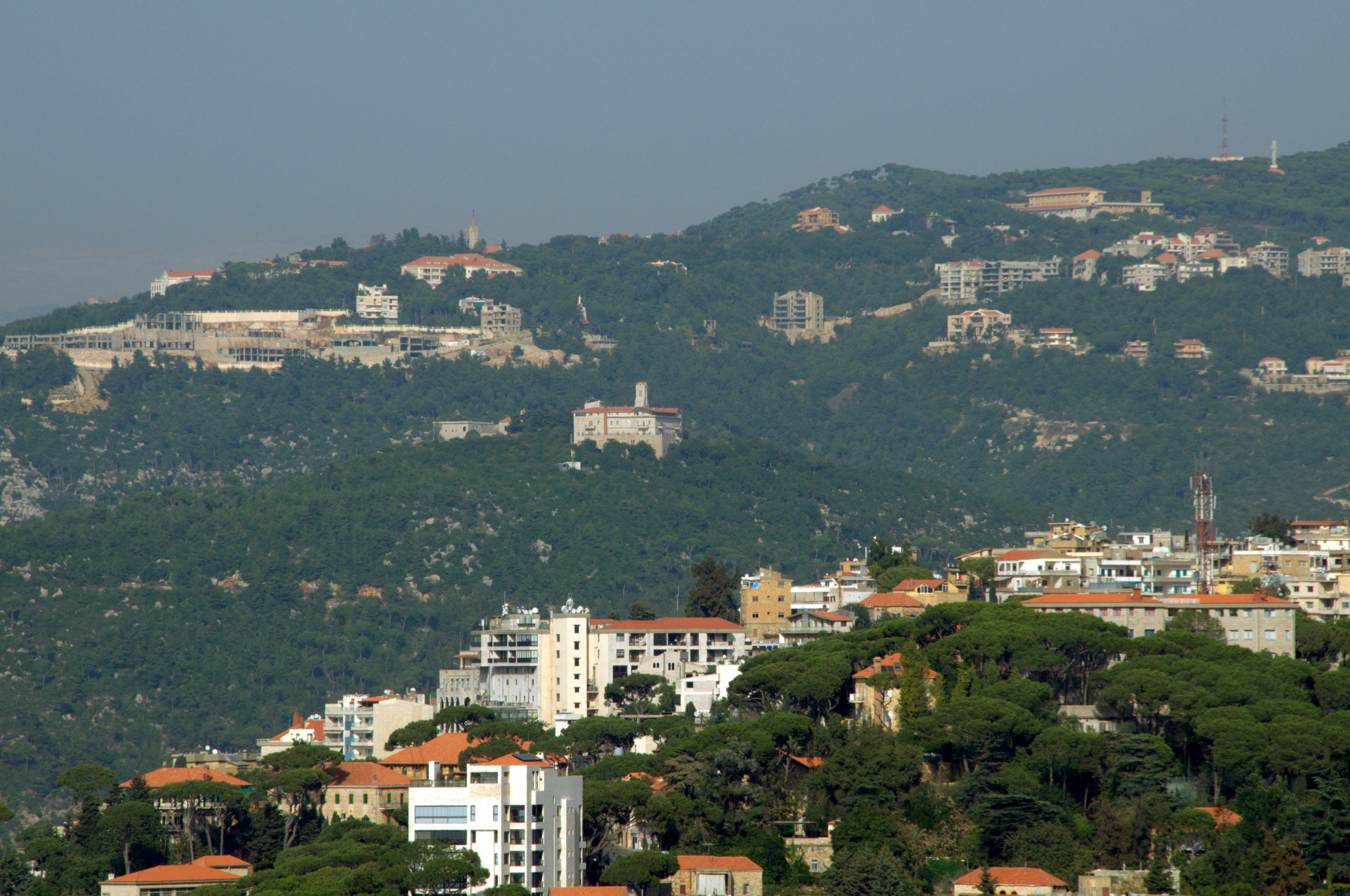
جبل لبنان

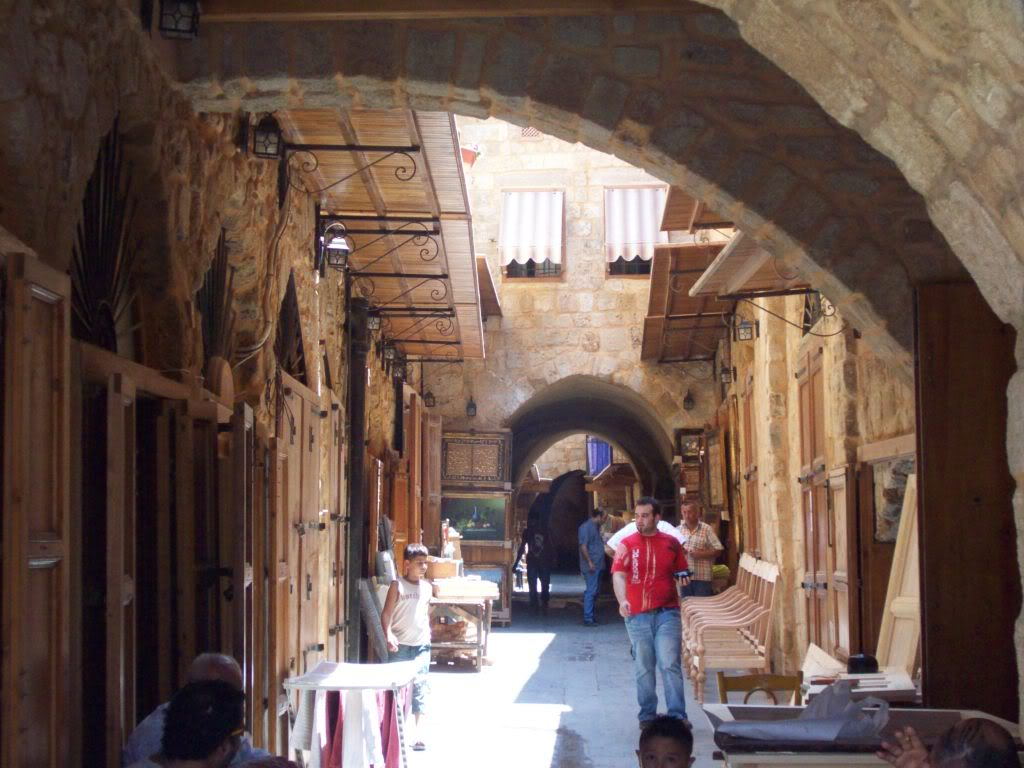
المدينة القديمة لصيدا

تُعد السياحة في لبنان إحدى أهم مصادر الدخل في خزينة الدولة، حيث كانت منذ القدم ولا تزال تُشكل دعامة للاقتصاد الوطني اللبناني، وتؤمن فرص عمل للعديد من الناس. كان يُنظر إلى لبنان قبل الحرب الأهلية، على أنه «سويسرا الشرق»، حيث كان يستقطب رؤوس الأموال والأعمال الأجنبية والعديد من السائحين الذين يرغبون بالتعرّف على ثقافة وعادات سكان شرق البحر المتوسط.
من مستوطنات العصر الحجري إلى مدن عهد الفينيقيين، من المعابد الرومانية إلى الصوامع المنحوتة من الصخر، ومن القلاع الصليبية إلى المساجد المملوكية والحمامات العثمانية، يتم عرض المواقع التاريخية والأثرية في جميع أنحاء البلاد بما يعكس تاريخ العالم القديم والحديث. يتمتع لبنان بتاريخ طويل من السياحة الثقافية. تم إثارة الاهتمام بثقافة بلاد الشام اللبنانية بعد زيارات العديد من المستشرقين والعلماء والشعراء الأوروبيين وخاصة ألفونس دو لامارتين وإرنست رينان وفيكتور جويرين.
إن طبيعة لبنان وتنوعه الثقافي والتاريخي كنتيجة للحضارات المختلفة التي مرت عليه جعلته مقصدًا بارزًا للسائحين الأجانب، فالبلاد تضم عددًا من المعالم والنشاطات التي تهم فئات مختلفة من الناس، فهناك العديد من الآثار الإغريقية والرومانية الباقية، الحصون والقلاع العربية والبيزنطية والصليبية، الكهوف الكلسيّة، الكنائس والمساجد التاريخية، الشطآن الرملية والصخرية، الملاهي والمرابع الليلية، منتجعات التزلج الجبلية، بالإضافة إلى المطبخ اللبناني المشهور عالميًّا.
هناك العديد من الاستثمارات الخاصة التي أخذت تطفو إلى السطح حاليًّا في هذا القطاع الآخذ بالتنامي، كما عادت إلى البلاد الكثير من شركات الفنادق العالمية بعد أن غادرته عند بداية الحرب الأهلية. أعيد افتتاح «كازينو لبنان» عام 1996، الذي كان يُشكل مقصدًا رئيسيًّا للسوّاح خلال عقد الستينات من القرن العشرين. يُعتبر لبنان الدولة الوحيدة في العالم العربي التي يمكن قصدها في الشتاء لممارسة التزلج وغيره من الرياضات الشتوية، حيث تمّ توسيع وتجديد أكبر منتجع للتزلج في البلاد، ليتسع للمزيد من الأشخاص وليؤمن لهم خدمات أفضل. يعتقد المسؤولون أنه بعودة السلام والاستقرار إلى لبنان، فإن القطاع السياحي سوف يعود مجددًا ليكون أهم مصادر الدخل للحكومة اللبنانية. يعتمد قطاع السياحة اللبناني أيضًا على العدد الكبير من المهاجرين اللبنانيين الذين يعودون في كل سنة إلى وطنهم الأم خلال موسم الصيف ليُمضوه بين أهلهم وأصدقائهم.

## تاريخ
يُعتبر لبنان واحدًا من أقدم الوجهات السياحية في الشرق الأوسط، حيث يتميز بتاريخ طويل ومتنوع في هذا المجال، بفضل موقعه الجغرافي الفريد وتنوعه الثقافي والطبيعي. منذ العصور الفينيقية، لعب لبنان دورًا مهمًا كمركز تجاري وثقافي، حيث جذبت مدنه الساحلية مثل جبيل وصيدا وصور التجار والمسافرين من جميع أنحاء العالم. في العصور الوسطى، أصبحت المناطق الجبلية اللبنانية مقصدًا للحجاج المسيحيين، مما أضاف بُعدًا دينيًا للسياحة في البلاد. خلال الفترة العثمانية، بدأ المستشرقون الأوروبيون يكتشفون جمال لبنان الطبيعي، ما زاد من شهرته كوجهة سياحية. وفي القرن العشرين، شهدت السياحة في لبنان ذروتها، خاصة في فترة الخمسينيات والستينيات، حيث عُرفت بيروت بأنها "باريس الشرق" و"سويسرا الشرق"، وكانت ملتقى للفنانين والمثقفين والمشاهير من جميع أنحاء العالم بفضل الحياة الليلية النابضة والشواطئ الجميلة والمنتجعات الفاخرة. رغم التحديات التي واجهها لبنان، بما في ذلك الحرب الأهلية والصعوبات الاقتصادية، استمر في استقطاب السياح بفضل ثراء تراثه الثقافي، ومناطقه الطبيعية الخلابة، ومواقع التراث العالمي مثل بعلبك ووادي قاديشا، مما يجعل لبنان اليوم وجهة سياحية تتميز بالتنوع والتاريخ والجمال الطبيعي.

## القلاع والحصون

قلعة المسيلحة

- قلعة المسيلحة أو حصن المسيلحة، هو حصن من العصور الوسطى يقع شمال مدينة البترون في لبنان. تم بناء الحصن على هيئته الحالية من قبل الأمير فخر الدين في القرن السابع عشر لحماية الطريق التي تربط طرابلس ببيروت.[7] يبلغ ارتفاع القلعة 50 مترا. وتقدّر مساحة البناء بحوالي 500 متر مربع. وقد تمّ بناء القلعة لتكون حدودها بمحاذاة حدود الصخرة التي أقيمت عليها، حيث تتراوح سماكة جدرانها بين متر ونصف ومترين ونصف، وتحوي بعض الكوات للمراقبة ولإطلاق السهام. يتم الاقتراب من الحصن عبر طريق ضيق ودرج صغير مقطوع إلى الجانب الشمالي من الأساس. تسبق منصة صغيرة البوابة الرئيسية المنخفضة المقوسة، ومثبتة من ثغرين وفتحة صغيرة في السقف أعلى المدخل. تؤدي البوابة الرئيسية إلى دهليز مقبب، يتبعه فناء ضيق ثلاثي، يتيح الوصول إلى ممر صغير بعرض متر واحد (3 أقدام) يؤدي إلى غرفة الرماية بالبرج الغربي. يتم الوصول إلى الجزء الأعلى من الحصن عبر الجانب الشرقي من الفناء الرئيسي. مدخل يؤدي إلى قاعة، تليها ثلاث غرف مقببة، يتيح الوصول إلى البرج الشرقي.

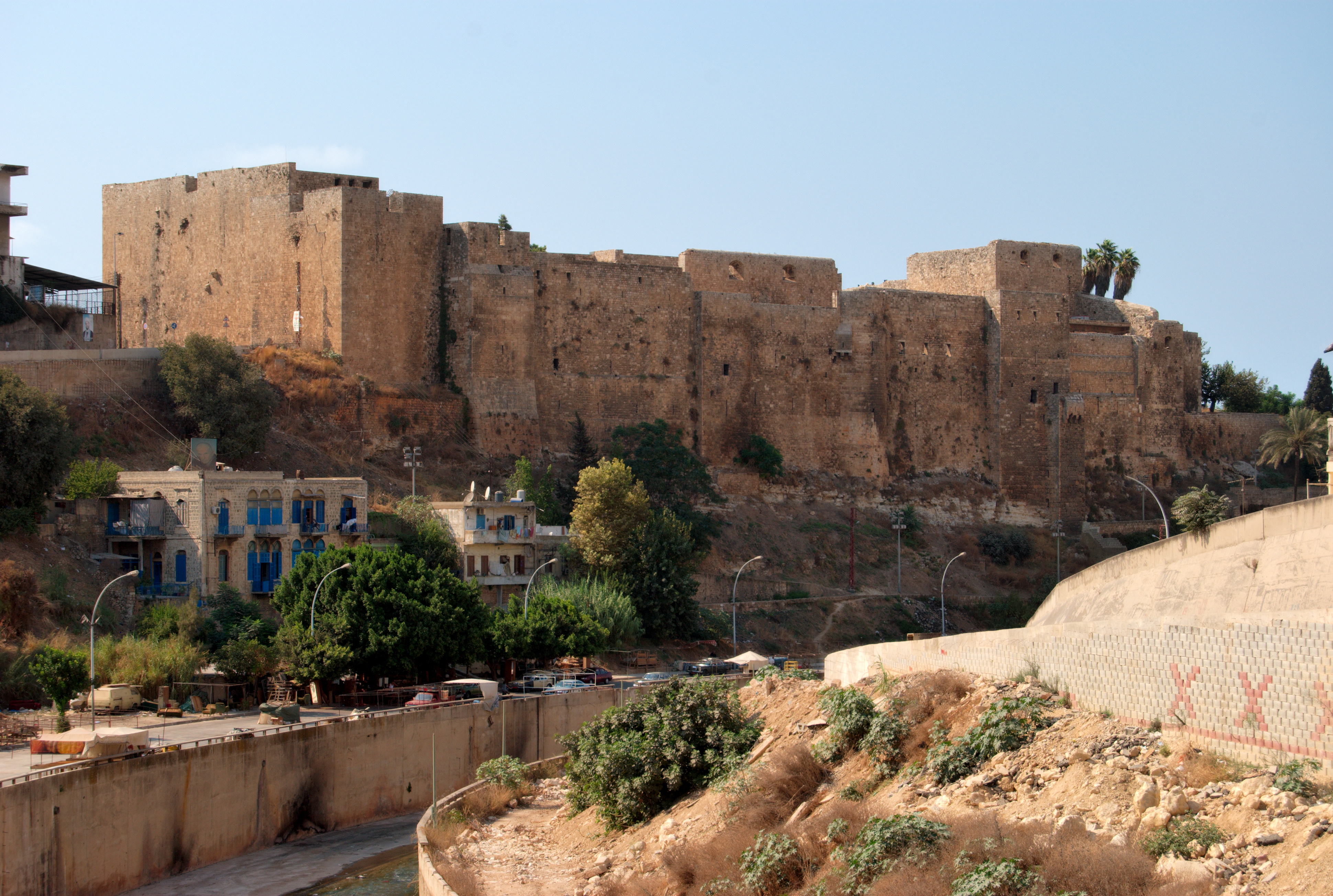
قلعة طرابلس

- قلعة طرابلس أو قلعة «سان جيل» أو «صنجيل» نسبةً إلى الكونت الصليبي ريمون دي سان جيل، تقع القلعة في مدينة طرابلس شمال لبنان. واشتهرت بمقاييسها الضّخمة القائمة على رأس رابيةٍ تُشرف على كلّ أنحاء المدينة وتطلّ على نهر قاديشا. والقلعة واحدةٌ من سلسلة حصونٍ وأبراجٍ كانت في الأزمنة الغابرة تُحيط بالقبّة والبلدة والميناء. بنى الصّليبّيون هذه القلعة في أوائل القرن الثاني عشر خلال حصار المدينة، واتّخذوها مركزًا لحملاتهم العسكرية. وقد أحرق المماليك هذه القلعة عام 1289م ثم أعيد بناؤها بين 1307 و1308 في عهد الأمير أسندمير كورجي، حاكم المدينة آنذاك، ورُمِّمَت عام 1521م في عهد السّلطان سليمان القانوني. وفي أواخر الحكم العثماني حَوَّلها الأتراك إلى سجنٍ. تم ترميم القلعة على نطاق واسع من قبل الحاكم العثماني في طرابلس مصطفى آغا باربر في أوائل القرن التاسع عشر.

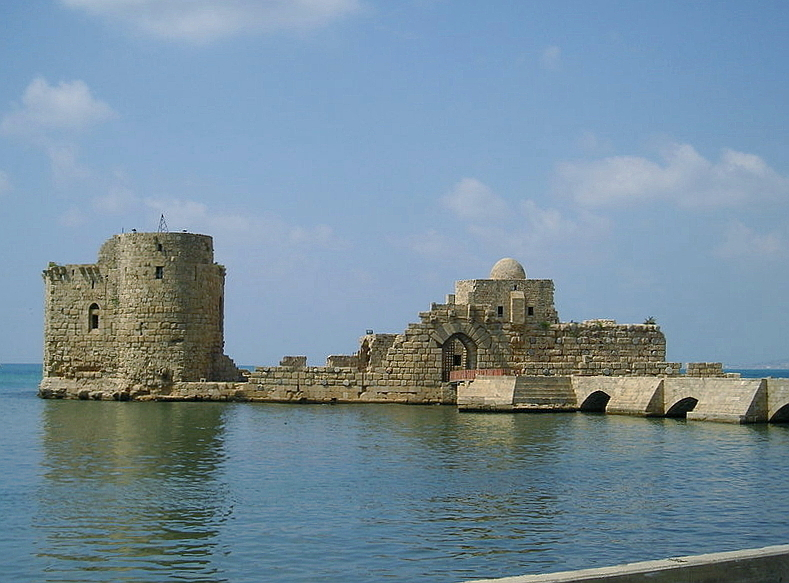
قلعة صيدا

- قلعة صيدا هي قلعة بناها الصليبيون على جزيرة في مدينة صيدا اللبنانية عام 1228م وتبعد حوالي 80 مترا عن الشاطئ، حيث يربطها به جسر صخري مبني على تسع قناطر. تم تدمير القلعة جزئيًا على يد المماليك عندما سيطروا على المدينة من الصليبيين، لكنهم أعادوا بناءها لاحقًا وأضافوا الجسر الطويل. سقطت القلعة فيما بعد، ولكن تم ترميمها مرة أخرى في القرن السابع عشر من قِبل الأمير فخر الدين الثاني بعد تضررها كثيرًا.[8] حاليا تتكون القلعة من برجين متصلين بجدار. في الجدران الخارجية، كانت الأعمدة الرومانية تستخدم كتعزيزات أفقية، وهي ميزة غالبًا ما تُرى في التحصينات التي بنيت على المواقع الرومانية السابقة أو بالقرب منها. يؤدي الدرج المتعرج إلى السطح، حيث يوجد مسجد صغير مقبب يرجع إلى عهد العثمانيين. من السطح هناك منظر رائع عبر المدينة القديمة وميناء الصيد. البرج الشرقي ليس بحالة جيدة وتم بناؤه على مرحلتين؛ يعود الجزء السفلي إلى الفترة الصليبية، بينما تم بناء الطابق العلوي من قبل المماليك. ويعتقد أنه القلعة شيدت مكان معبد فينيقي مخصص لعبادة الإله ملكرت بسبب النقوش على الحجارة التي استعملت في بناء القلعة.

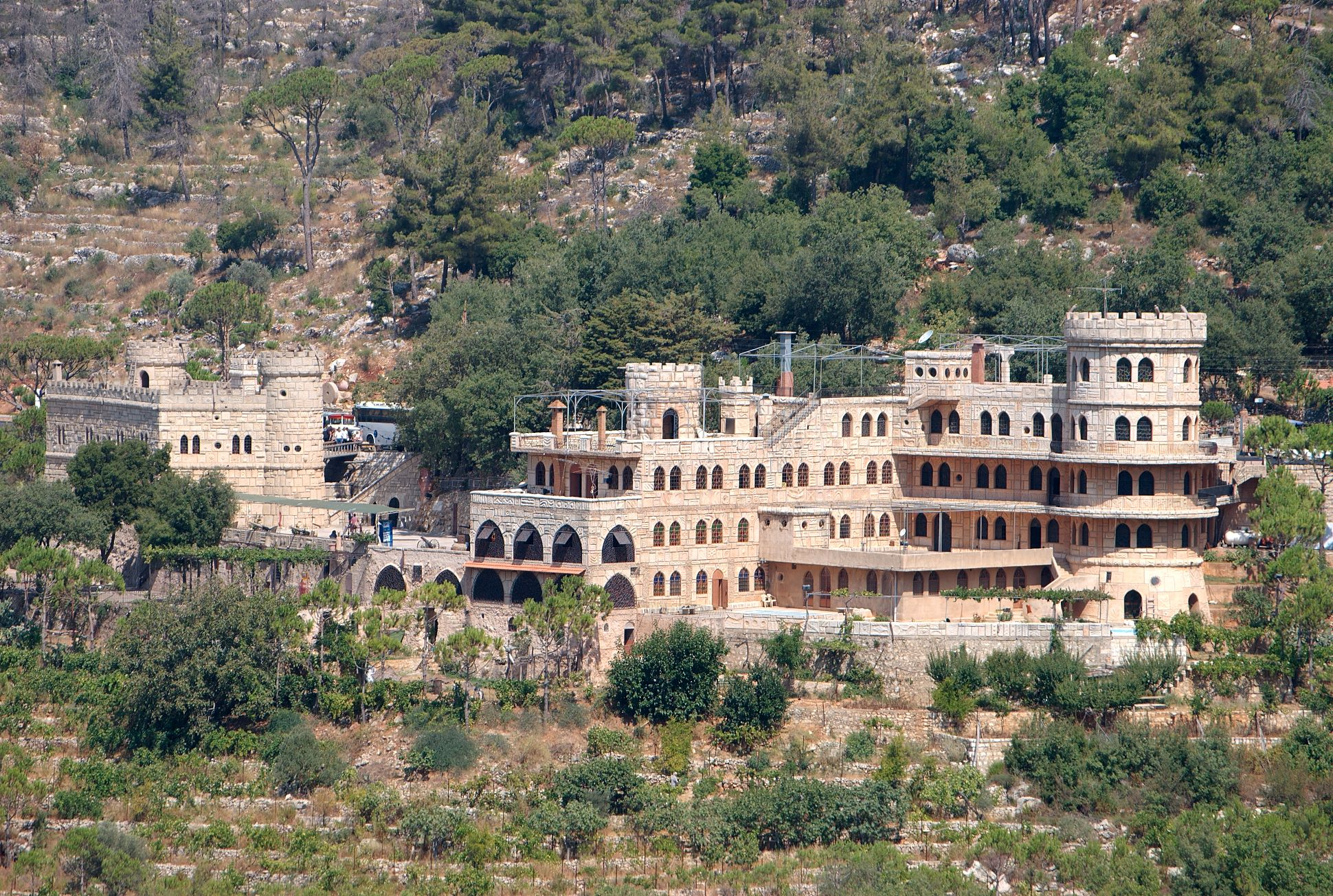
قلعة موسى

- قلعة موسى هي قلعة تقع بين دير القمر وبيت الدين في لبنان. بناها موسى عبد الكريم المعمري بمفرده (27 يوليو 1931، 31 يناير 2018)، وهو صاحب رؤية لبنانية. إنه عمل من حياته. احتاج في بناء القلعة إلى 60 عامًا (21900 يومًا و394200 ساعة) من العمل. وفقًا لسيرته الذاتية، كطالب، كان موسى يحلم دائمًا ببناء مثل هذه القلعة، وكان يعتاد على رسمها على الورق في الفصل. لم يكن موسى طالبًا حادًا جدًا وكان معلمه أنور يسخر منه وقال له: «لن تنجز أي شيء أبدًا». وقع موسى عندما كان في الخامسة عشر من عمره في حب إحدى زميلاته في المدرسة، ولمَّا حاول موسى التقرُّب منها سخرت منه وقالت له: «عندما تملك قصرًا، يمكنك أن تتحدث إليّ». بين عامي 1951 و1962، أعد كل شيء لتحقيق حلمه، بما في ذلك شراء الأرض وإتمام الأعمال الإدارية. في عام 1962، بدأ عمل حياته: بنى القلعة ونحث من أحجارها الطينية تماثيل تصور مشاهد مختلفة من الحياة بالقرى اللبنانية في القرن التاسع عشر، مما جعل هاته القلعة عملاً وإبداعا حقيقيين.

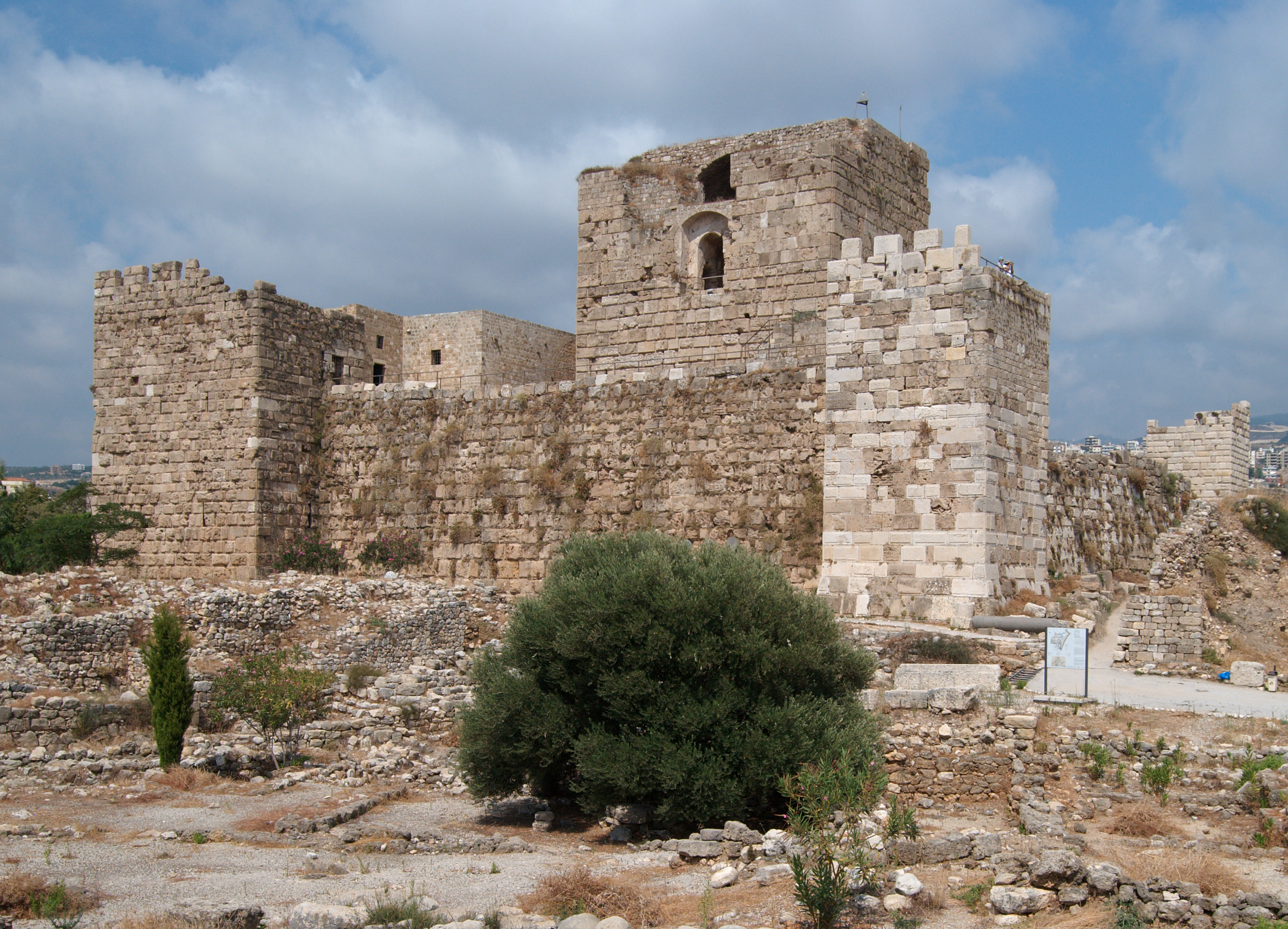
قلعة جبيل

- قلعة جبيل هي قلعة تعود للعصور الوسطى في مدينة في مدينة جبيل اللبنانية. كانت القلعة في الأصل معقلًا فينيقيًا، وقد قام صلاح الدين الأيوبي في عام 1188 بالسيطرة على البلدة وقام بإزالة جدرانها سنة 1190. لاحقاً تم الإستيلاء من جديد على البلدة من قبل الصليبين وتمت من جديد إعادة بناء حصون القلعة في عام 1197. في عام 1369 عملت القلعة على صد هجوم من قبل سفن قبرصية قادمة من مدينة فاماغوستا.
- قلعة الشقيف هي قلعة تقع في النبطية جنوب لبنان، تبعد حوالي كيلو متر واحد عن أرنون، بناها الرومان، وزاد الصليبيون في ابنيتها، ورممها فخر الدين الثانيوهي مبنية على صخر شاهق «شير» يُشرف على نهر الليطاني وسهل مرجعيون ومنطقة النبطية من جهة أخرى. لكن هندستها التي تلتوي مع الجبل، وجدرانها المشيدة بالصخور المحلية تجعلها تبدو كأنها «مخبأة» بين حنايا الصخور فيما يُرى معلمها من على بعد مسافات. تُعرف القلعة في المراجع التاريخية باسم قلعة بوفور (بالفرنسية: Beaufort) أي الحصن الجميل.

## السياحة الثقافية
يُعتبر لبنان من أغنى البلدان ثقافيًّا، إذ أنه يجمع عددًا من المعالم الشرقية والغربية، من المستوطنات البشرية التي تعود للعصر الحجري، إلى المدن والدويلات الفينيقية، ومن المعابد الرومانية إلى المناسك المحفورة في الجبال، ومن القلاع الصليبية إلى المساجد المملوكية والحمامات العامة العثمانية. وبهذا فإن البعض يقول أن لبنان هو «فسيفساء تجمع بين العالم الغربي والشرقي» و«موسوعة لحضارات العالم القديم الحديثة والقديمة».
يُعد تاريخ السياحة الثقافية قديم جدًا في لبنان، حيث زار الكثير من المستشرقين والعلماء والشعراء الأوروبيين البلاد لاهتمامهم بالثقافة والعادات اللبنانية الشرقية، ومن أبرزهم: ألفونس دي لامارتين وإرنست رينان وفيكتور جويرين، وهؤلاء أتى معظمهم في القرن التاسع عشر ليتعرفوا عن كثب على المعالم التاريخية، ومواقع الآثار، والملابس التقليدية، والاحتفالات الدينية، و\أو للحج إلى بعض الأماكن المقدسة والمقامات. وخلّف البعض منهم بعد زيارته بعض اللوحات الفنية والمذكرات اليومية.

### سياحة الآثار
إن تاريخ علم الآثار في لبنان قديم للغاية، إذ يعود لعهد المتصرفية، حيث كان المتصرف «واصه باشا» (1883-1893) أول من اهتم من الحكّام بالتنقيب عن الآثار. تمّ الكشف عن العديد من المواقع الأثرية في لبنان خلال العهود الماضية وحتى اليوم، وأعيد ترميم البعض منها الذي تضرر خلال الحرب الأهلية، إلا أن الكثير من المواقع الأخرى لا يزال يقبع تحت المدن والقرى المأهولة التي بُنيت على أنقاضها منذ القدم.

### المتاحف
في لبنان ثلاثة متاحف رئيسيّة:

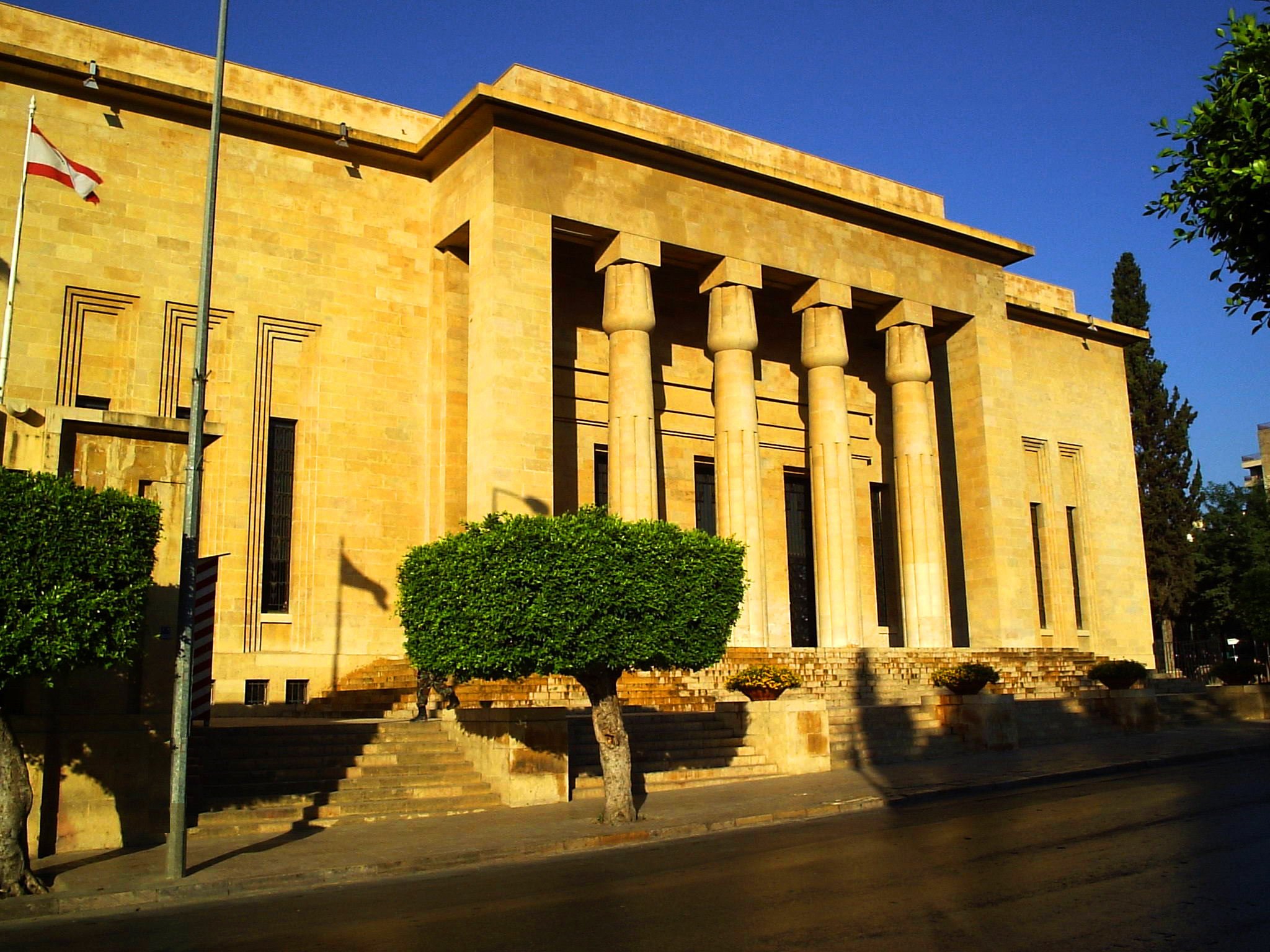
متحف بيروت الوطني.

- متحف بيروت الوطني: تأسس عام 1937، وهو يحوي قرابة 100,000 قطعة أثرية، تعود بمعظمها للعصور القديمة والوسطى، ومنها قرابة 1300 قطعة تعود لما بين عصور ما قبل التاريخ إلى عهد المماليك في العصور الوسطى.
- متحف جبران: كان في الأساس ديرًا في بلدة بشرّي، ثم تحوّل إلى متحف على يد «جمعية أصدقاء جبران»، تكريمًا للفيلسوف والكاتب والشاعر والرسّام واللاهوتي اللبناني الأميركي جبران خليل جبران. يحوي المتحف مذكرات جبران وأثاث منزله ومكتبته الخاصة ولوحاته.[14]
- متحف الجامعة الأميركية: يُعتبر هذا المتحف ثالث أقدم متحف في الشرق الأدنى، وهو يعرض عددًا من القطع الأثرية التي تعود للعصر الحجري وصولاً إلى العهد الإسلامي.[15]

ومن المتاحف المشهورة الأخرى: متحف أمين الريحاني - متحف مصطفى فرّوخ - متحف ومكتبة كاثوليكوسية قيليقية - متحف بعلبك - متحف داهش للفنون - متحف التراث اللبناني - متحف روبير معوض الخاص - متحف جبيل للأحافير - قصر سرسق - متحف الشمع في جبيل - متحف ذاكرة الزمان - متحف الصابون في صيدا

### السياحة الدينية

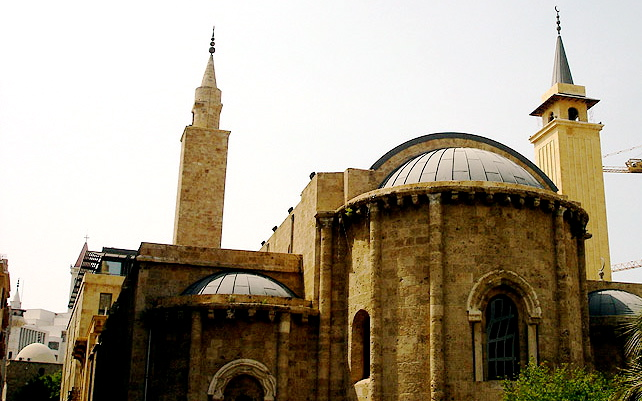
الجامع العمري الكبير، أحد أقدم المساجد في بيروت ولبنان.

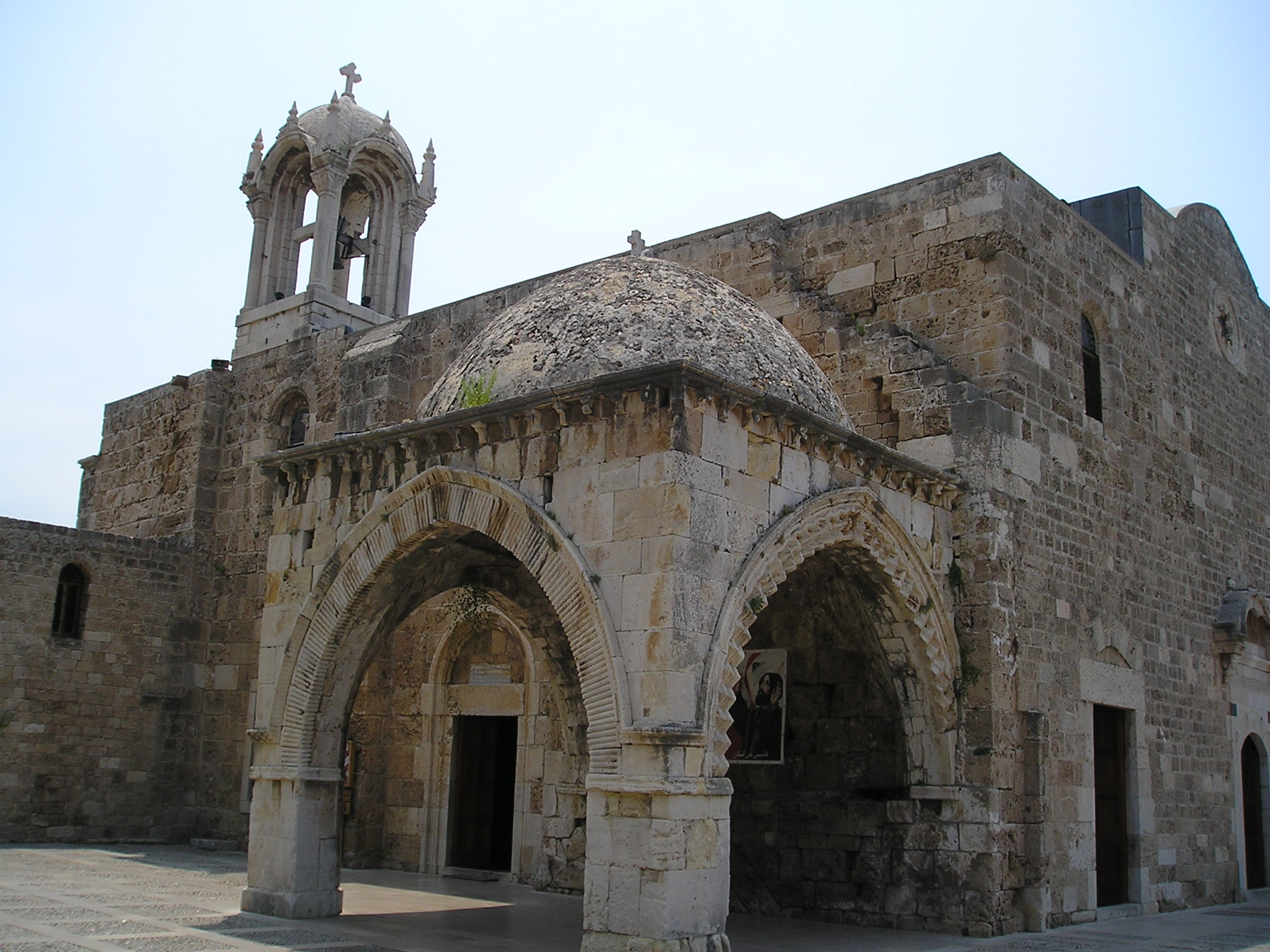
كنيسة القديس يوحنا المعمدان (مار يوحنا مرقس) في جبيل، بناها الصليبيون.

يقع لبنان على مفترق طرق بالنسبة لكل من أوروبا وآسيا وأفريقيا، وبالتالي فهو يقع في وسط العالمين الإسلامي العربي والمسيحي الأوروبي ويجمع بالتالي الثقافتين الدينيتين ويصهرهما في بوتقة ثقافية واحدة. ويظهر هذا الأمر بشكل جليّ في المعالم الإسلامية والمسيحية القديمة والتي لا تزال قائمة حتى اليوم، بالإضافة للعادات والتقاليد المشتركة بين تابعي الديانتين، والتي ما زالت بارزة حتى اليوم، وإن كانت حدتها تقل أو تزيد بحسب درجة الانفتاح على الغرب والاختلاط مع أتباع الديانة الأخرى. كان لبنان ملجأ للعديد من الطوائف الدينية المضطهدة عبر العصور، مما أضاف عليه إرثًا دينيًّا متزايدًا ومتراكمًا خلال قرون عديدة تجلّى بعدد من المقامات والمزارات المسيحية والإسلامية.
تقع أبرز المعالم الإسلامية في لبنان، المتمثلة بعدد من المساجد والمكتبات والمدارس والحمامات العامّة ببلدة عنجر، التي أسسها الأمويون في القرن الثامن، ومدن بيروت وطرابلس وصيدا. أما المعالم المسيحية فتقع أكثرها في جبيل وجونية وبيروت وبكركي، وعدد من المناطق في جبل لبنان والجنوب. كذلك هناك معالم دينية خاصة بالطائفة الدرزية دون سواها، تقع أغلبيتها في الشوف.

### مواقع التراث العالمي
هناك خمسة مواقع تراث عالمي في لبنان تتراوح بين المواقع الثقافية والتاريخية (تتجلى في المدن) والمناطق الطبيعية، وهذه المواقع هي:

#### عنجر

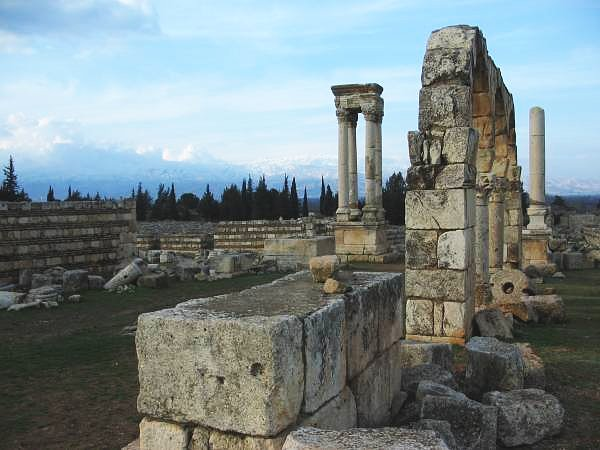
أنقاض مدينة عنجر، وتبدو إحدى البوابات رباعية القواعد في خلفية الصورة.

أُدرجت بلدة عنجر على لائحة مواقع التراث العالمية عام 1984. شُيّدت هذه المدينة منذ 1,300 سنة، وبهذا فهي تُعد من أحدث المواقع الأثرية في لبنان، وقد بُنيت في الأساس لتكون مركزًا تجاريًّا على طرق التجارة الشاميّة، بأمر من الخليفة الأموي الوليد بن عبد الملك، واسمها مشتق من «عين جرّه»، أي أصل أو منشأ جرّه، والأخير كان حصنًا أمويًّا مبنيًّا في نفس المنطقة. تصطف المساجد والقصور والحمامات العامة والمخازن والمنازل، على طول جادات المدينة الواسعة. تغطي آثار وخرائب المدينة مساحة 114,000 متر2، ويحيط بها جدران حجرية ضخمة تبلغ سماكتها المترين وتعلوا سبعة أمتار عن الأرض. يستند تصميم المدينة المستطيلة الشكل إلى مخططات مدنية وهندسة رومانية، أما التصاميم الحجرية فمأخوذة عن البيزنطيين. تُقسم المدينة إلى أربعة أقسام عن طريق جادتين كبيرتين: الأولى يبلغ عرضها 20 مترًا وتتجه من الشمال إلى الجنوب، والثانية من الشرق إلى الغرب. يقع مركز المدينة عند تقاطع الجادتين، وهناك 4 بوابات ضخمة رباعية القواعد على كل زاوية من زوايا التقاطع الأربعة.

#### بعلبك

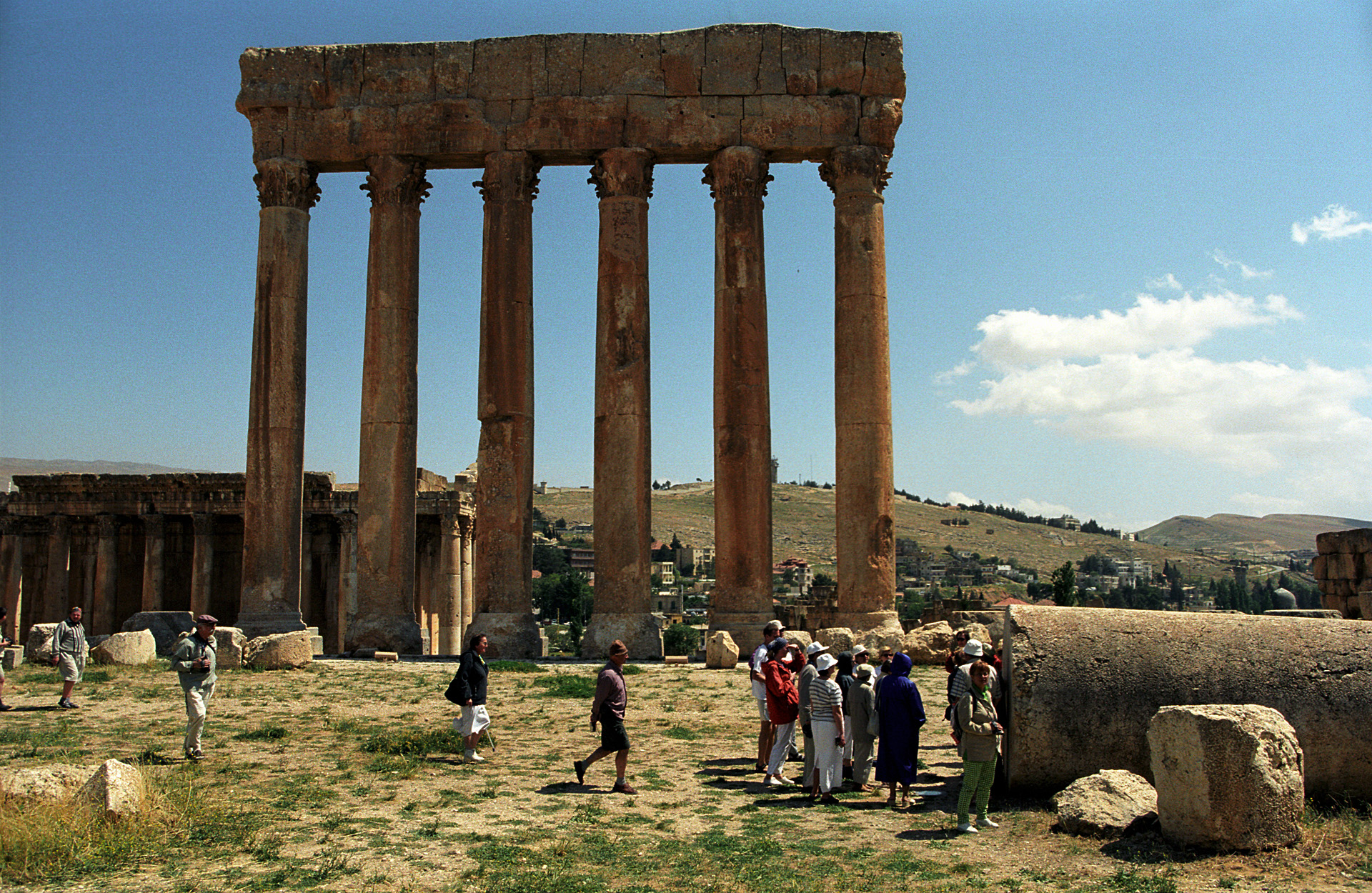
الأعمدة الستة الباقية من معبد جوبيتر.

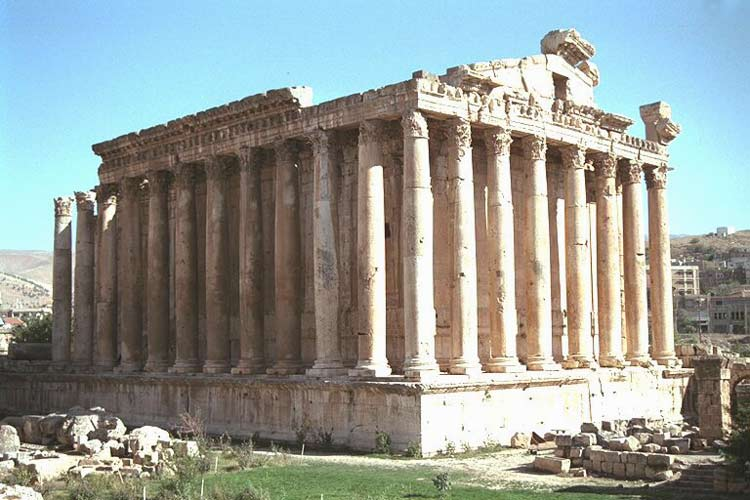
معبد باخوس.

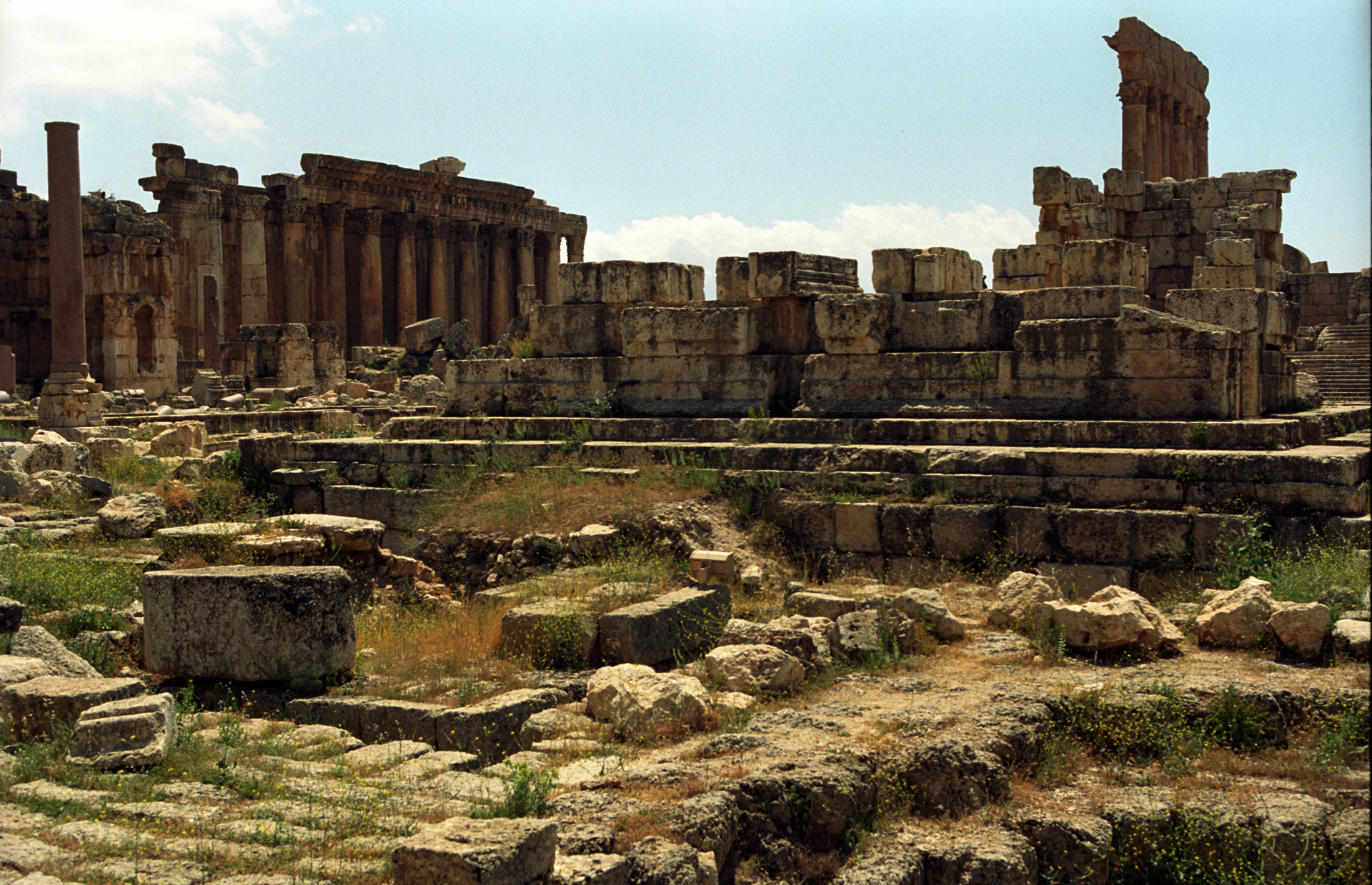
باحة معبد جوبيتر

كانت بعلبك خلال العهد الفينيقي مجرد بلدة صغيرة عُبد فيها ثالوث آلهة الخصوبة عند الشعوب الكنعانية، وهي بعل آمون وآنات وحدد. بقي اليوم القليل جدًا من الآثار الفينيقية في المدينة، التي قام الإغريق بتسميتها «مدينة الشمس» (باللاتينية: Heliopolis) خلال عهد الحكم الهليني، وأعاد الرومان بنائها وتصميمها لتأخذ طابعًا رومانيًّا بحتًا. بعد أن وصل الرومان فينيقيا عام 64 ق.م. حتى قاموا بتحويل البلدة إلى مدينة كبيرة يُعبد فيها ثالوث آلهتهم الخاصة، أي جوبيتر وفينوس ومركوريوس، وبنوا فيها المعابد الهائلة في غضون قرنين من الزمن. يُمكن لزوّار بعلبك اليوم أن يدخلوا قلعتها عبر رواق أمامي فسيح، ثم يعبرون فنائين معمدين ليصلوا إلى مجمّع المعابد العظمى التي تشمل:
- معبد جوبيتر: هذا المعبد هو أكبر المعابد الرومانية التي شُيّدت على الإطلاق، ولم يتبقى اليوم من أعمدته الكورنثية التي كانت تحمله سوى 6 أعمدة من أصل 54 عمود. يصل ارتفاع كل عمود إلى 22 مترًا (66 قدمًا)، ويبلغ قطره المترين (7.5 أقدام)، مما يدل على مدى ضخامة المعبد عندما كان لا يزال قائمًا خلال عهد الإمبراطورية الرومانية.
- معبد باخوس: هو أكثر المعابد الرومانية حفظًا في الشرق الأوسط، ومع أنه أصغر حجمًا من معبد جوبيتر، إلا أنه لا يزال أضخم حجمًا من البارثينون في أثينا. لا يزال الهدف من وراء بناء هذا المعبد وصلته بباقي معابد المجمّع لغزًا غامضًا.
- معبد فينوس: هذا المعبد أصغر حجمًا من المعبدين السابقين، وهو مقبب ويقع في الجهة الجنوبية الشرقية من المجمّع. وقد تحوّل إلى كنيسة في العهد البيزنطي مخصصة لإجلال القديسة بربارة.
- معبد مركوريوس: لم يتبق منه سوى بيت السلم، والذي يُمكن رؤيته من «تلّة الشيخ عبد الله»، على بعد مسافة قصيرة من الموقع الرئيسي للمعبد.[23]

وقد وُضعت بعلبك من ضمن قائمة مواقع التراث العالمي عام 1984.

#### جبيل

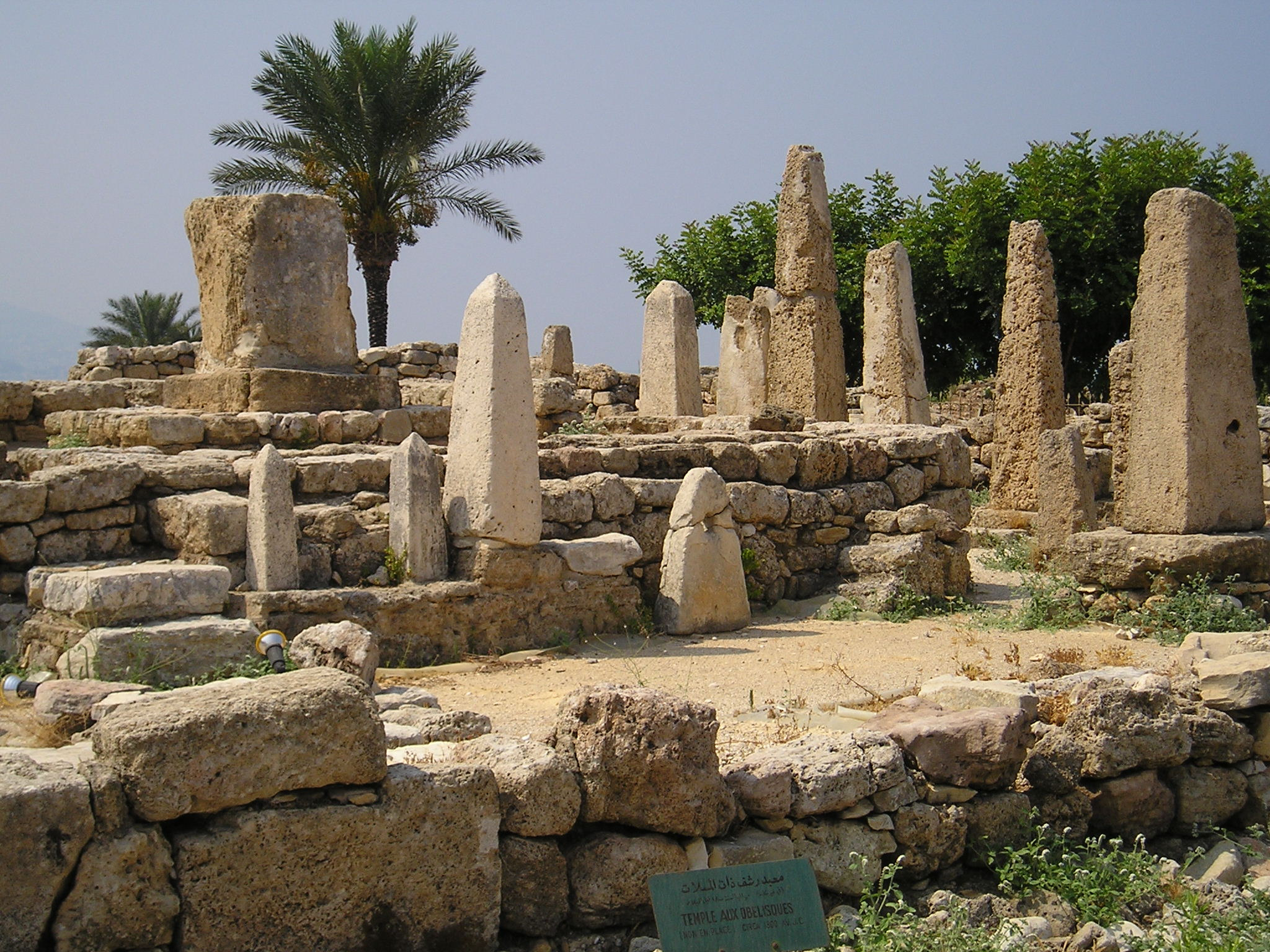
معبد المسلاّت.

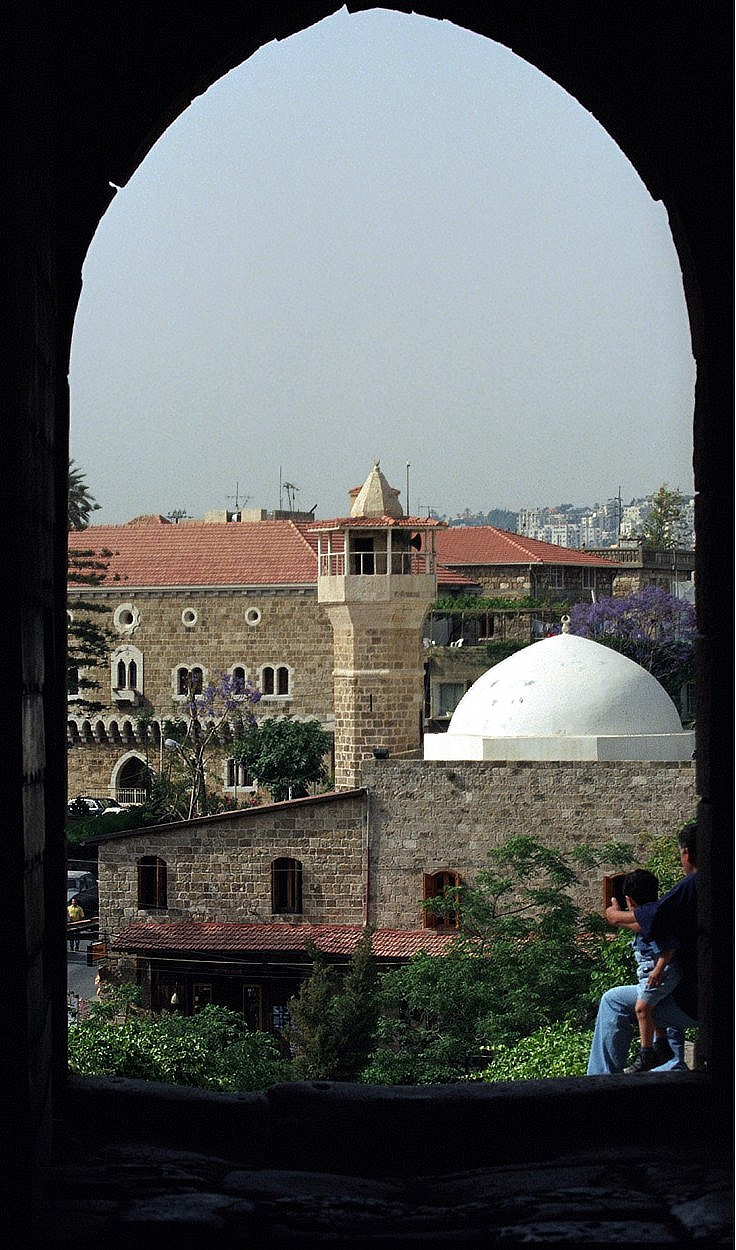
مسجد جبيل.

ضُمّت جبيل إلى لائحة مواقع التراث العالمي عام 1984، وهي مدينة مأهولة منذ العصر الحجري الحديث، وقد شهدت تعاقب العديد من الشعوب والحضارات، من الفينيقيين والصليبيين وصولاً إلى الأتراك العثمانيين. تعتبر جبيل مرفأ ومدينة متوسطية تاريخية، يعود تأسيسها لآلاف السنين، وغالبًا ما يتم ربطها بالأبجدية الفينيقية، حيث أنه من المعروف أن الفينيقيين نشروا أبجديتهم في أوروبا وحوض البحر المتوسط بدءً من هذه المدينة.
من المعالم السياحية في جبيل:
- المعابد الفينيقية: وهي تشمل المعبد الأكبر الذي يتخذ شكل الحرف "L"، معبد بعلة جُبلا أو بعلة جبيل، ومعبد المسلات.
- قلعة جبيل: وهي قلعة بناها الصليبيون بالقرب من مرفأ المدينة في القرن الثاني عشر.
- مسجد جبيل: أحد أقدم المساجد في لبنان.
- سور المدينة: بقايا السور الذي كان يحيط بالمدينة في القرون الوسطى.
- متحف الشمع: يضم متحف جبيل الشمعي تماثيل لعدد من الشخصيات والأعلام اللبنانيين مثل جبران خليل جبران وحسن كامل الصباح وقدموس وبشير الثاني الشهابي وأحيرام وفخر الدين المعني الثاني ومحمد وأحمد المحمصاني وبشارة الخوري، وكثير غيرهم.
- كنيسة القديس يوحنا المعمدان: كنيسة بناها الصليبيون عام 1150.
- متحف جبيل للأحافير: متحف يضم مستحثات الأسماك والحشرات التي عُثر عليها في جبل لبنان، والتي تعود لملايين السنين، في الفترة التي كانت جبال لبنان لا تزال تقع تحت البحر.
- الحارة القديمة والسوق: الحارة القديمة التي تُظهر كيف كان شكل الأحياء في جبيل خلال العهد العثماني، السوق الذي يُصنع فيه عدد من الحرفيّات ويُعرض فيه بعض البضائع والإنتاجات الفنية مثل اللوحات. يقعان بالقرب من المدخل إلى موقع المعابد الفينيقية.

#### وادي قاديشا وغابة أرز الرب

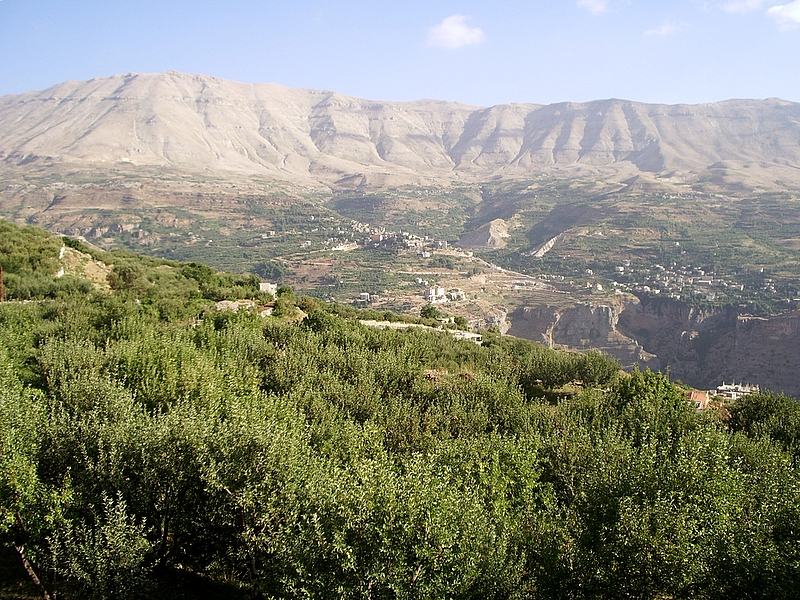
وادي قاديشا.

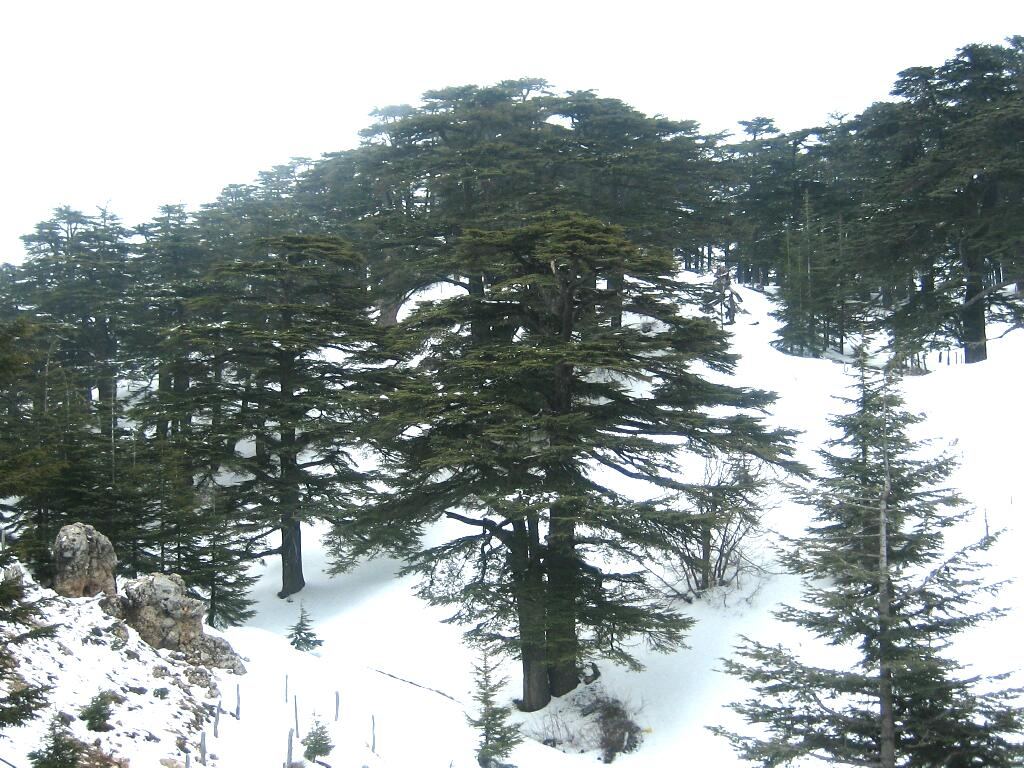
غابة أرز الرب في الشتاء.

وُضعت هاتين المنطقتين على لائحة مواقع التراث العالمي عام 1998. يُعتبر كل من وادي قاديشا وغابة أرز الرب ذاتا أهمية دينية وتاريخية كبرى، فالوادي كان موقعًا استوطنه الرهبان المسيحيون الأوائل هربًا من بطش الرومان الوثنيين، فبنوا الأديرة على جانبيه فكانت حصينة بوجه كل من حاول الوصول إلى هناك، إذ أن الوادي يقع في أرض وعرة جدًا في الجزء الشمالي من سلسلة جبال لبنان الغربية. تقع غابة أرز الرب بالقرب من الوادي، وقد أصبحت اليوم محمية طبيعية مخصصة لإنقاذ ما تبقى من الأرز اللبناني، وتتجلى أهميتها التاريخية في أنها الغابة الأساسية التي قطع الفينيقيون أخشابها ليبنوا سفنهم ومعابدهم وليتاجروا بها مع المصريين والآشوريين.
أما الأديرة في وادي قاديشا فهي:
- دير قنوبين: وهو أقدم الأديرة المارونية في الوادي.
- دير مار أنطونيوس قزحيا: تأسس في القرن الرابع على يد القديس هيلاريون.
- دير سيدة حوقا: تأسس في أواخر القرن الثالث عشر على يد قرويون من قرية حوقا.
- دير القديسين سركيس وباخوس – رأس النهر: بني على درجات تباعًا في القرن الثامن، 1198، و1690.
- دير مار أليشع: يأوي رهبانية مارونية ورهبانية كرمليّة.

من الأديرة الأخرى في الوادي: دير مار جرجس ودير مار يوحنا ودير مار أبون ومنسك مار سركيس ودير مار مورا، إهدن.

#### صور

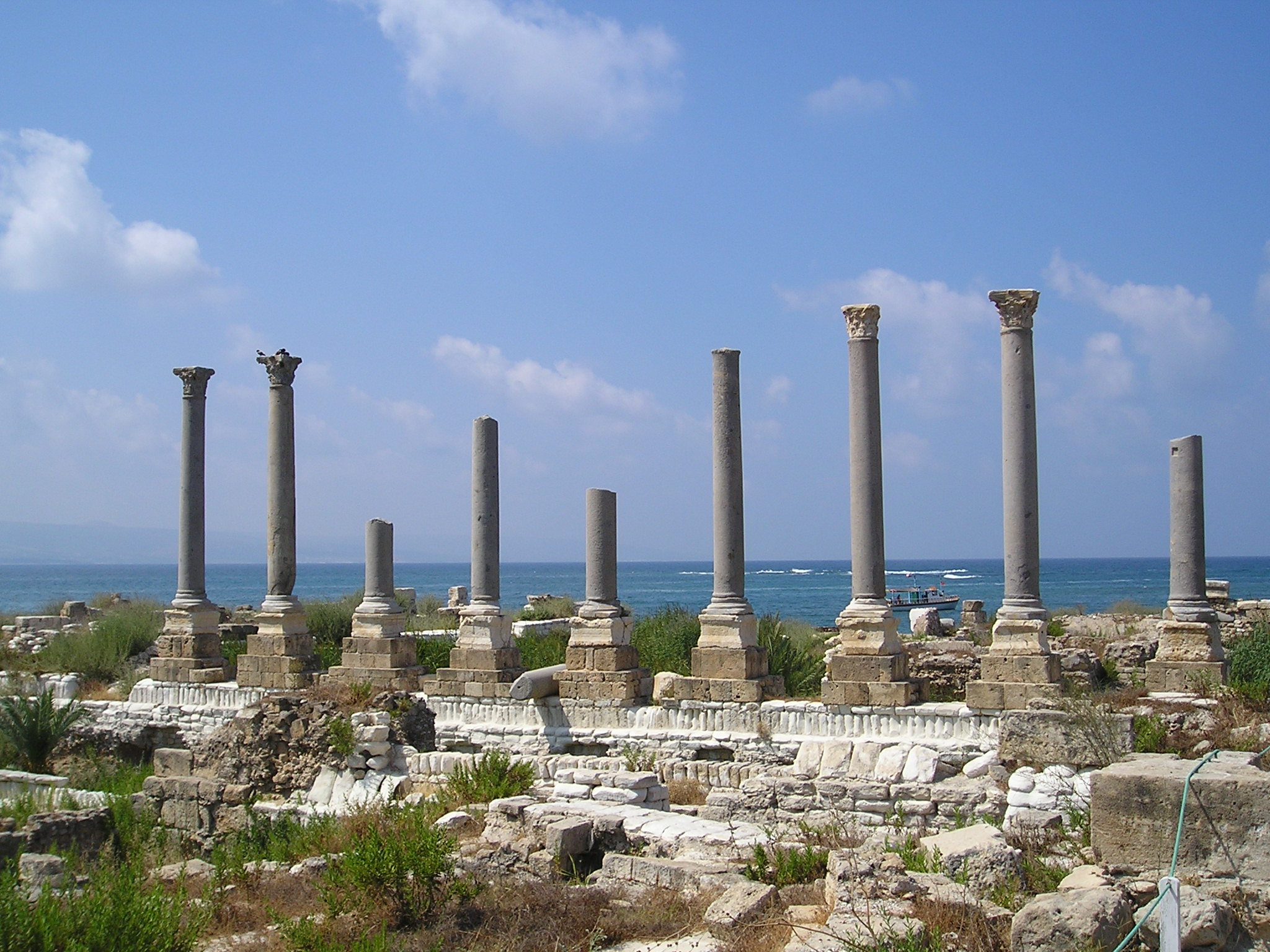
صف من الأعمدة في صور، يُعتقد بأنها بقايا الحلبة التي كان يتدرّب بها المصارعون والجنود.

وُضعت مدينة صور على لائحة مواقع التراث العالمي عام 1984. كانت هذه المدينة إحدى أهم المدن الفينيقية إن لم تكن أهمها، حيث أنشأ أبناؤها مستعمرات فاقت المدينة الأم شهرة ومجدا في حوض البحر المتوسط، من شاكلة قرطاج وقادس، وهي منشأ الصباغ الأرجواني المعروف باسم «أرجوان صور». مرّت العديد من الحضارات على المدينة واستقر فيها الكثير من الشعوب، من الفينيقين والإغريق والرومان، إلى الصليبيين والعثمانيين الأتراك. بقي اليوم عدد من الآثار البارزة في المدينة، والتي تعود بأغلبها إلى العهد الروماني.
من المواقع الأثرية المهمة في المدينة:
- موقع الباس: وفيه قوس نصر فسيح ومدافن واسعة ومدرّج كبير كان يُخصص لسباق الأحصنة والعربات. تعود كل هذه الآثار إلى الفترة الممتدة بين القرنين الثاني والسادس.
- موقع المدينة: يقع في صور البحرية، أي الجزء الحالي من المدينة الذي كان مبنيّا على جزيرة، قبل أن يوصلها الإسكندر الأكبر بالمدينة البريّة، وهو يحوي عدد من صفوف الأعمدة، الحمامات العامّة، اللوحات الفسيفسائية، الشوارع، مجموعة كبيرة من المنازل، وساحة مستطيلة الشكل.

### المطبخ اللبناني

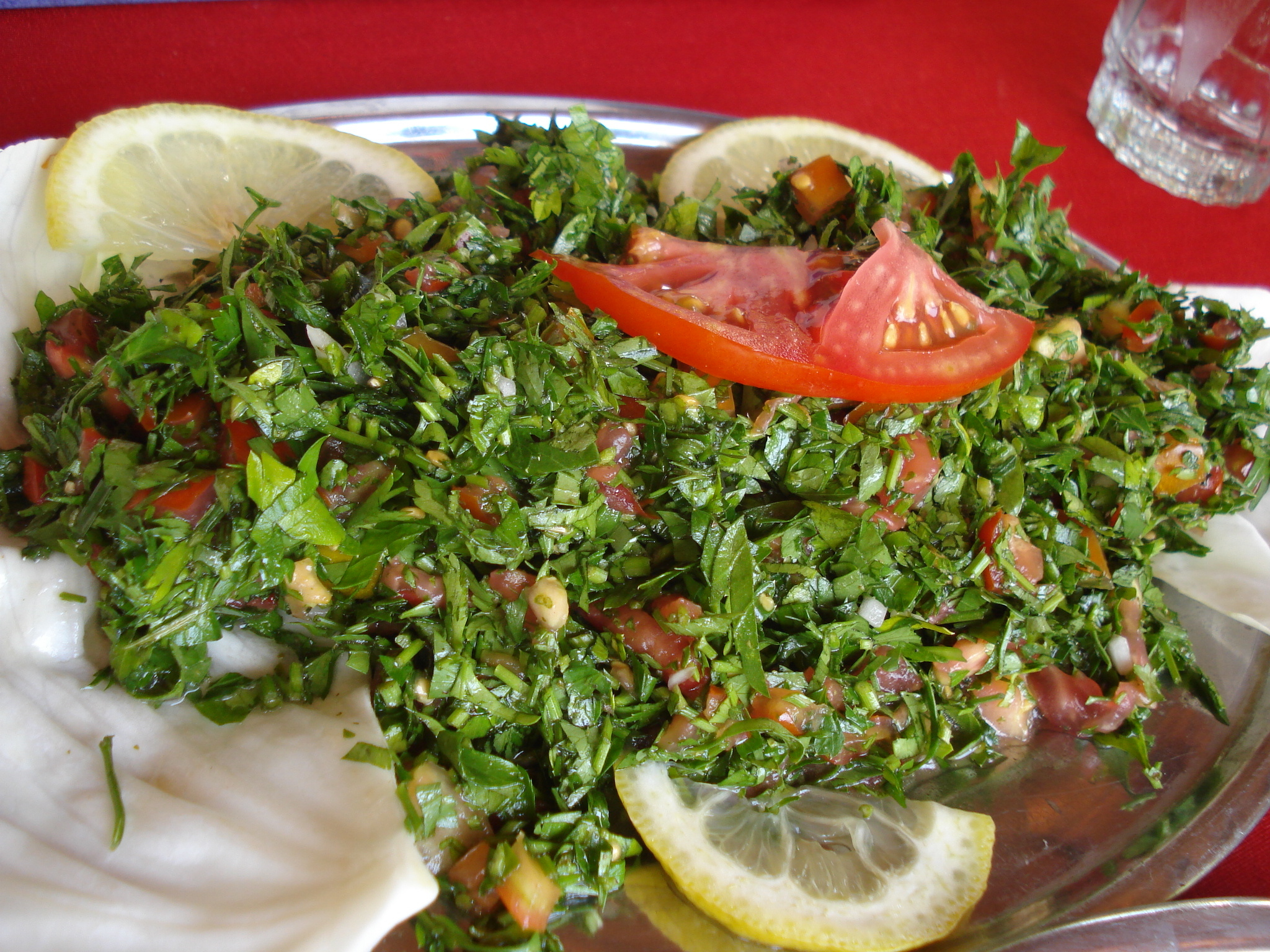
طبق تبولة، الطبق الوطني اللبناني.

يجمع المطبخ اللبناني بين الوصفات المعقدة للمطبخ الأوروبي، والمكونات الفريدة للمطبخ الشرق آسيوي والشرق أوسطي. يعود تاريخ المطبخ اللبناني إلى ما قبل ظهور المسيحية، على الرغم من أنه لم يشتهر عالميًّا، حتى فترة زمنية قصيرة نسبيًّا. كان للمطبخ اللبناني تأثير مهم على مطابخ الدول العربية المجاورة، وغيرها من دول حوض البحر المتوسط وبعض الدول التي استعمرت لبنان. يشتهر المطبخ اللبناني في جميع أنحاء العالم حاليًّا، خصوصًا بعدما أثبتت الدراسات أن حمية سكان حوض المتوسط هي أكثر الحميات الغذائية المفيدة صحيًّا للإنسان.

### المنتجات الحرفيّة
تتميّز المنتجات الحرفية اللبنانية بالجمال والذوق الفني، الذي يجتذب العديد من السوّاح الذين يرغبون بالاحتفاظ بتذكار عن رحلتهم إلى البلد. يتركز الإنتاج الحرفي في القرى اللبنانية وبعض البلدات، حيث يتوارث الناس هذه المهارة جيلاً بعد جيل، ويصنعون منتجاتهم من المواد الخام المحليّة. تتخصص كل منطقة من المناطق اللبنانية بنوع معين من الإنتاج الحرفي، مثل صناعة السلال، حياكة السجاد، صناعة الأواني الخزفية والفخارية والنحاسية والحدادة والتطريز وصناعة الزجاج وصياغة الذهب والفضة. تتميز بعض القرى اللبنانية أيضًا بصناعة أجراس الكنائس المزخرفة.

## السياحة البيئية

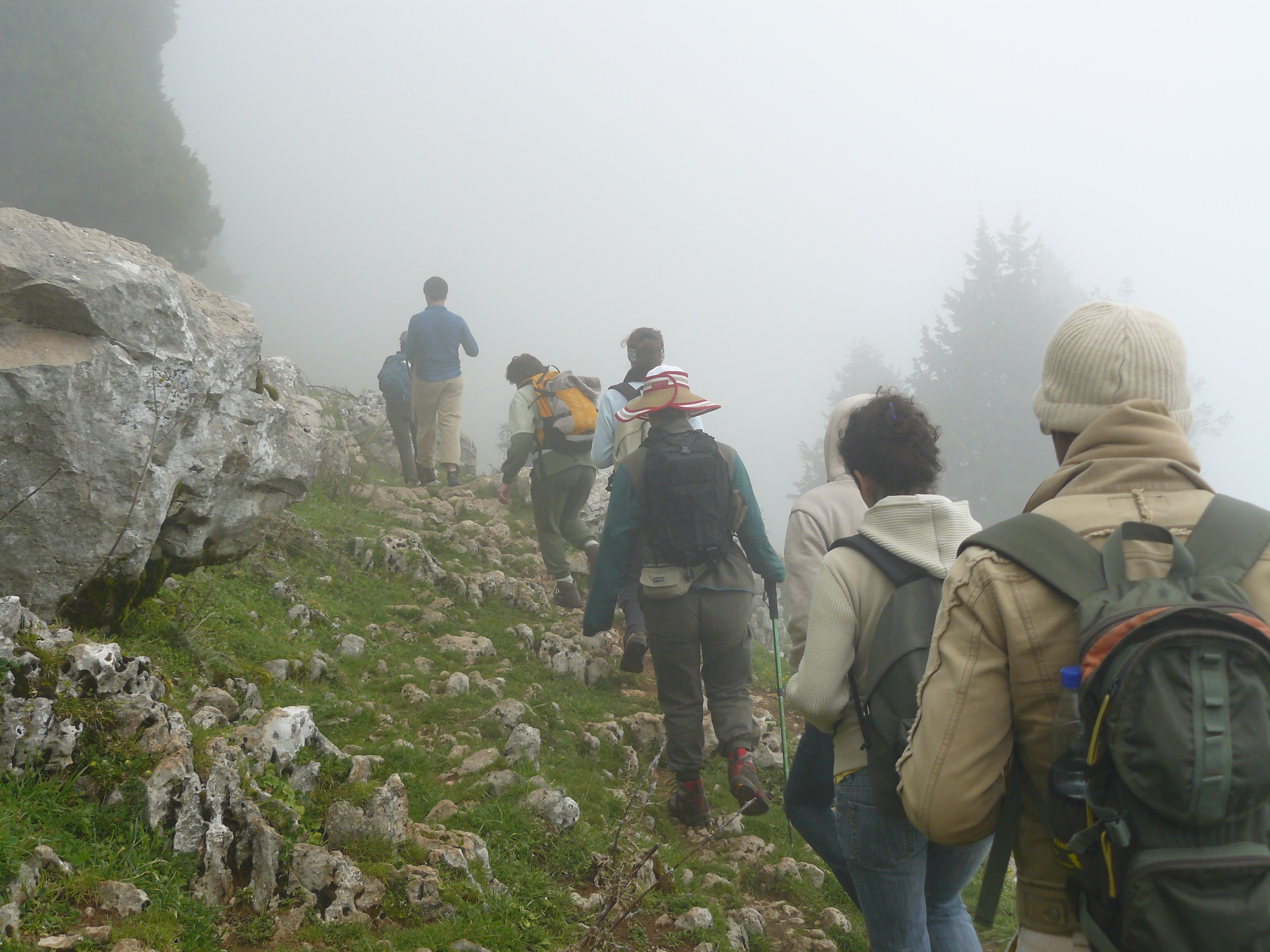
مجموعة من الأشخاص تستكشف مرتفعات الضنية في شمال جبل لبنان.

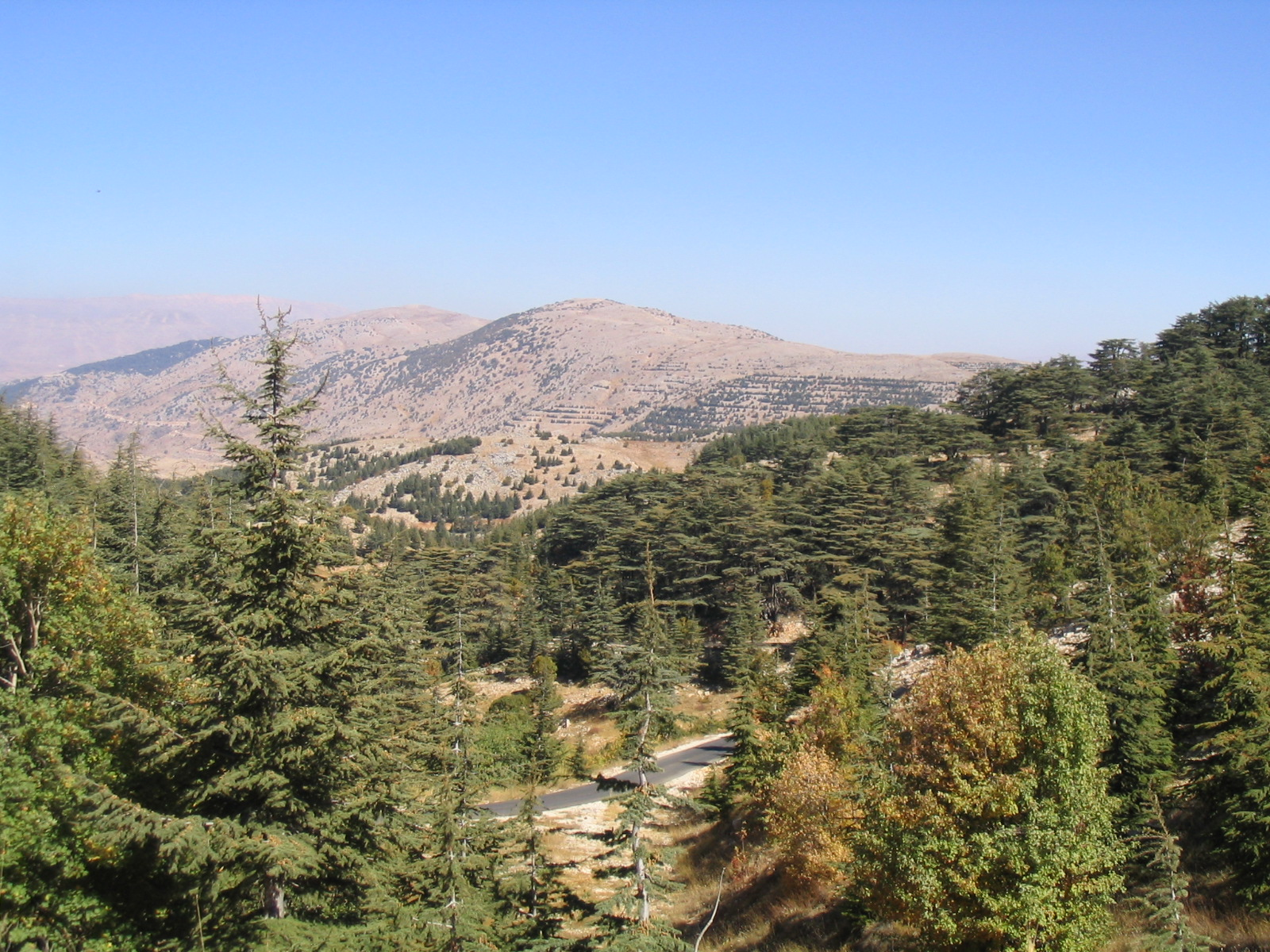
محمية أرز الشوف.

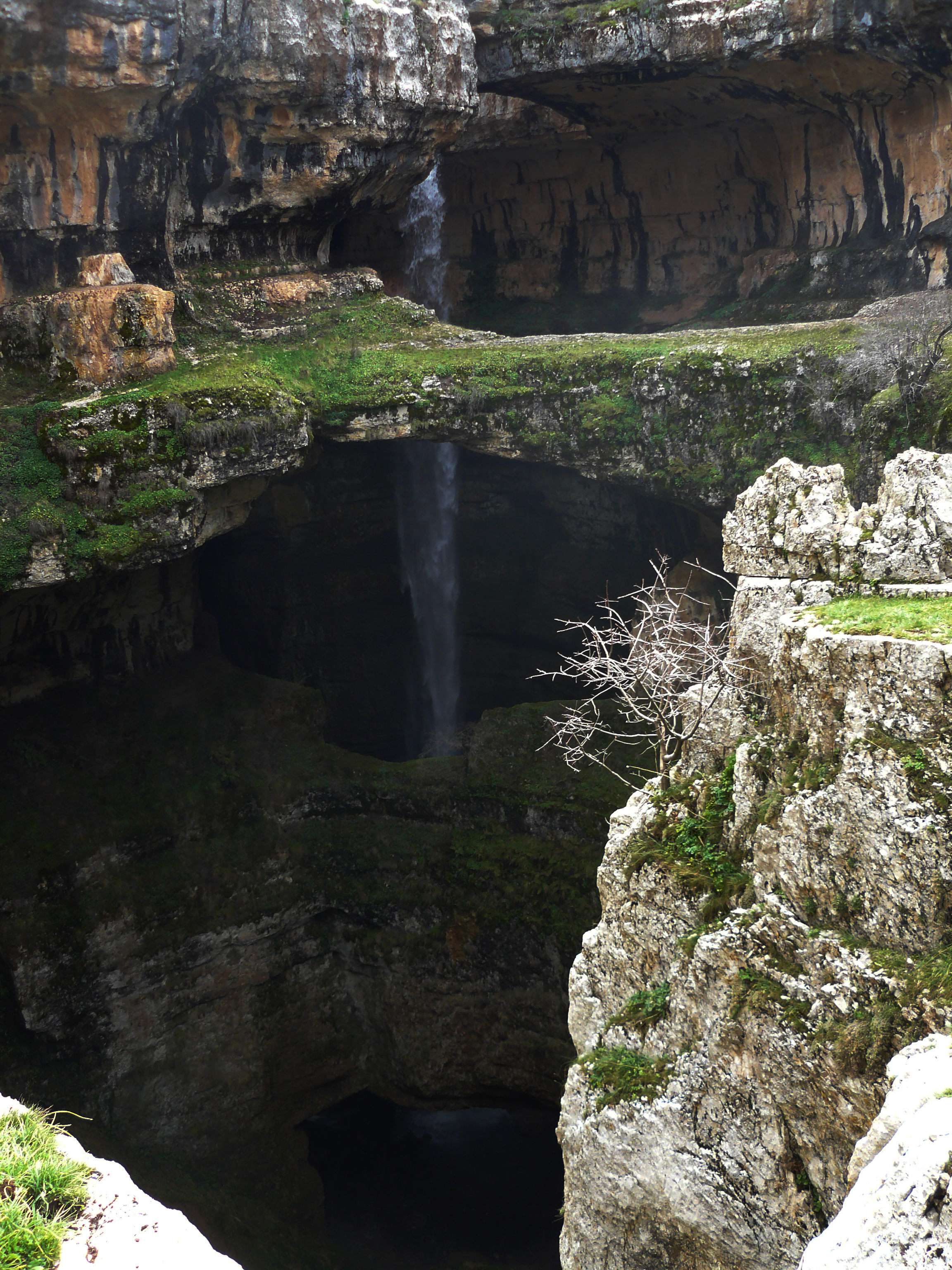
شلال صغير في تنورين.

يُقدم لبنان الفرصة للسائح كي يقوم بنشاطات مختلفة في الطبيعة، وذلك بسبب تنوّع جغرافيته وطبيعته ومناخه، الأمر الذي يسمح بممارسة أنواعًا متنوعة من رياضة الهواء الطلق في مناطق ومواسم مختلفة. تُشكل الجبال، الغابات النفضية ودائمة الخضرة، الشطآن، الأنهر الموسمية والدائمة، الكهوف، الوديان، والممرات الجبلية، أبرز التضاريس اللبنانية، كذلك تأوي البلاد تنوعًا في الحياة البرية وبشكل خاص الطيور منها. أصبح لبنان في السنوات الأخيرة مقصدًا لعشّاق الطبيعة الراغبين بالاستكشاف والتخييم ومراقبة الطيور وممارسة أشكال أخرى من السياحة البيئية. ومن الرياضات والأنشطة التي يمكن ممارستها:
- ركوب الدراجة الرباعية (ATV).
- الترميث، وهي رياضة حديثة نسبيًّا في لبنان، يُمارسها محبوها في أنهر العاصي والليطاني والأولي.
- المشي في الغابات واستكشافها، رياضة مشهورة، وهناك عدد من المواقع المفضلة التي يقصدها محبوها، مثل محمية أرز الشوف، الرملية، غابة القمّوعة، محمية حرش إهدن، ونهر إبراهيم.
- استكشاف الكهوف، وهي رياضة مشهورة وقديمة في لبنان، من الكهوف المشهورة التي يقصدها الناس: مغارة أفقا، كهف الرويس، وعين اللبنة.

إضافة إلى الاستكشاف بواسطة الدراجة النارية، وتسلّق الجبال بواسطة الحفر والسلالم (بالإيطالية: Via Ferrata) والهبوط من قمم الجبال وركوب الخيل والتزلج باللوح المفرد وركوب الدراجات الجبلية وتسلق الجبال.
في لبنان عدد من المحميات الطبيعية، ثلاثة منها تعتبر محميات نموذجية، وواحدة تعتبر محمية حيوية في منطقة الشرق الأوسط:
- محمية أرز الشوف: أكبر المحميات الطبيعية في لبنان وأكثرها غنى بالحياة البرية، تعتبر محمية نموذجية وتصنف مع مستنقع عميق على أنها محمية حيوية مهمة في الشرق الأوسط، إذ أنها تستقطب أعدادًا كبيرة من الطيور المهاجرة المألوفة والنادرة. تقع في الشوف وتشمل جبل الباروك.
- محمية حرش إهدن الطبيعية: ثاني أكبر محمية في لبنان، تقع في الشمال بالقرب من بلدة إهدن. تعتبر أيضًا محمية نموذجية، وهي أكثر محميات لبنان غنى بالتنوع النباتي، وفيها عدد كبير من أنواع الأشجار النادرة في شرق البحر المتوسط، وأنواع زهور ونباتات مستوطنة فقط في لبنان.
- محمية جزر النخيل: ثالث محمية نموذجية في لبنان، وهي تتألف من مجموعة جزر صغيرة قبالة شاطئ طرابلس. تعتبر أكثر المحميات غنى بالتنوع السمكي والطيور البحرية، كذلك تُشكل الملاذ الأخير لفقمة حوض المتوسط الراهبة في لبنان.
- محمية شاطئ صور: يعتبر شاطئ صور الرملي محميّة طبيعية مهمة بالنسبة للبنان، وهو يُقسم إلى منطقة مخصصة للاستجمام والسباحة، ومنطقة يُمنع استغلالها، وتخصص فقط للحفاظ على الحياة البرية، وبشكل خاص السلاحف البحرية (اللجآت) والأسماك.
- محمية أفقا الطبيعية: بالقرب من قرية أفقا.
- محمية اليمونة الطبيعية: تقع في البقاع.
- محمية مستنقع عميق تقع في البقاع الغربي.
- محمية أرز تنورين الطبيعية: تقع في جبل لبنان وتضم نبع تنورين المستغل لتعبئة مياه الشرب، والذي يسقي غابة أرز الرب.

### الرياضات الشتوية

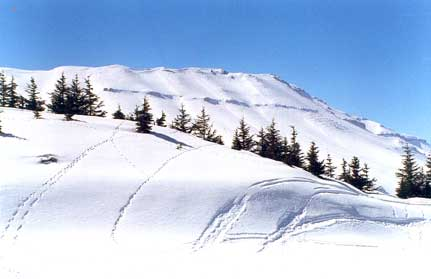
فاريّا في الشتاء.

يعتبر لبنان من المراكز القليلة في منطقة الشرق الأوسط المجهزة لممارسة رياضة التزلج. وعلى الرغم من أن البلاد تُعد مقصدًا صيفيًّا بالدرجة الأولى، إلا أن السياحة الشتوية تشهد تزايدًا ملحوظًا، بسبب قرب الجبل من الساحل، مما يسمح للزائر أن يُمارس التزلج ويعود إلى بيروت أو أي مدينة ساحلية أخرى في غضون ساعة أو اثنين فقط. ويبدأ فصل التزلج في ديسمبر/ كانون الأول. وتؤمن المنتجعات الكبرى لزبائنها الإقامة في الفنادق والشاليهات الشتوية بالإضافة إلى تسهيلات كثيرة تشمل أدوات التزلج.

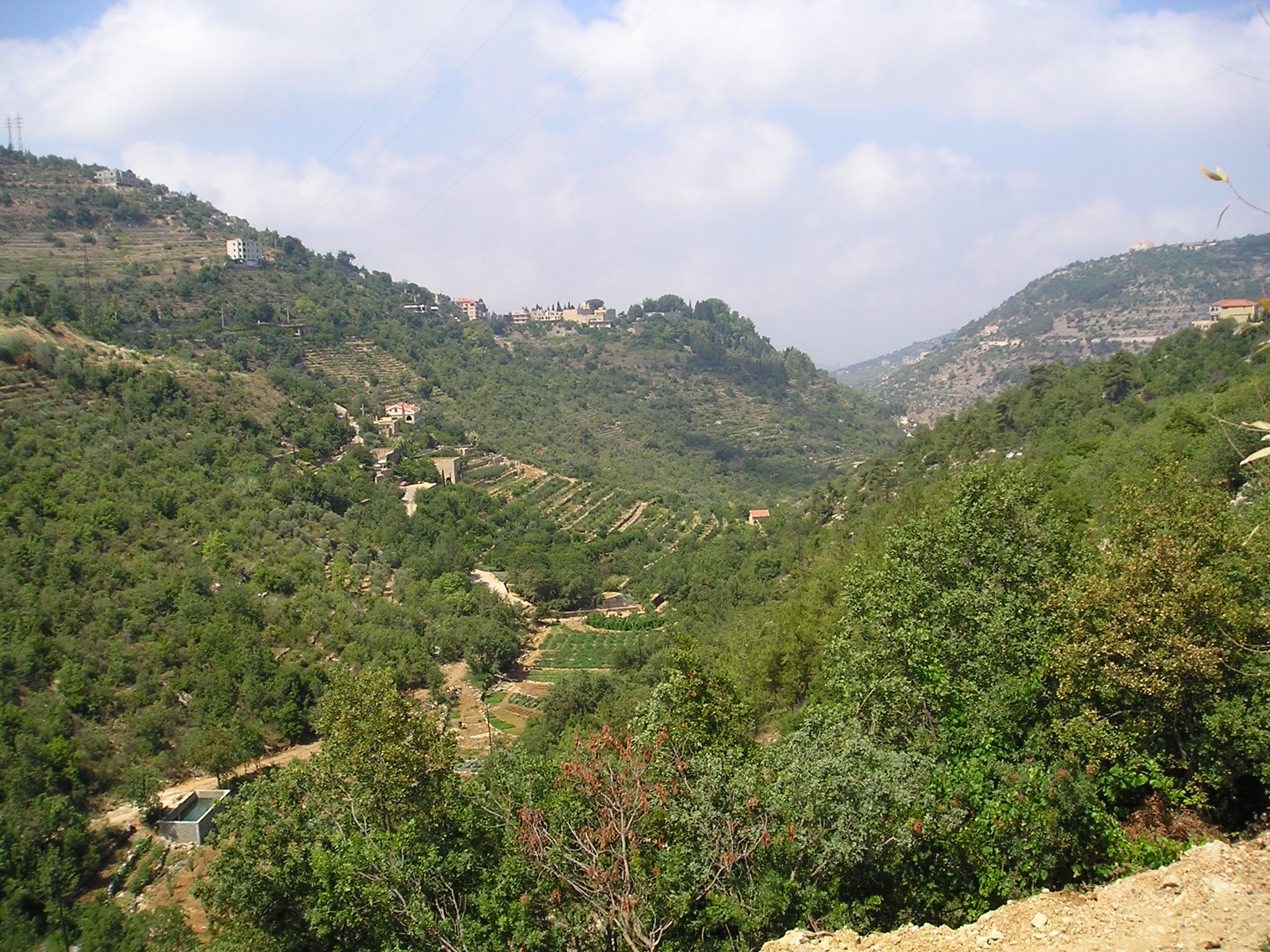
جبال الشوف.

تشمل الرياضات الشتوية في لبنان: التزلج على المنحدرات الجليدية، الجري الطويل، بالإضافة إلى الهبوط بالمظلات، قيادة زلاقات الجليد الآلية، واستكشاف الغابات والجبال. وفي لبنان ستة منتجعات تزلج وهي:
- الأرز: يبلغ ارتفاعها ما بين 1850 و3087 متر عن سطح البحر، وتبعد 120 كم عن بيروت.
- فاريا/عيون السيمان: تصل في ارتفاعها لما بين 1850 و2500 متر، وتبعد 45 كم عن بيروت.
- اللقلوق: يصل ارتفاعها لما بين 1750 و2200 متر، وتبعد عن بيروت مسافة 60 كم.
- فقرا: يصل ارتفاعها لما بين 1800 و2400 متر عن سطح البحر، وتبعد عن بيروت مسافة 45 كم.
- قناة باكيش: ترتفع 1900 متر عن سطح البحر، وتبعد 60 كم عن بيروت.
- الزعرور: يتراوح ارتفاعها بين 1700 و2000 متر عن سطح البحر، وتبعد 40 كم عن بيروت.

## سياحات أخرى

### السياحة الطبية
أصبح لبنان مركزًا إقليميًا رائدًا في قطاع السياحة الصحية في منطقة الشرق الأوسط، إذ يمتلك كل مقومات السياحة العلاجية بعدد منالمستشفيات والمعدات. هناك 161 مستشفى في لبنان منها 7 مستشفيات جامعية تحتوي على 15 ألف سرير.

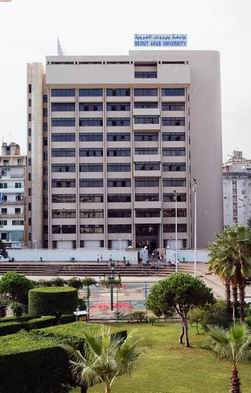
مبنى الحريري في جامعة بيروت العربية.

يمكن للبنان تقديم سلة واسعة من الاختصاصات الطبية لطالبي العلاج التي تشمل تشخيص أمراض القلب والتقنيات الجراحية والعلاجية وتقنيات التدخل الجراحي لعلاج أمراض القلب وعمليات التجميل والتنحيف والسرطان والعلاج الفيزيائي وأمراض الأطفال.

### سياحة التعليم
يضم لبنان اليوم عددًا من الجامعات بالإضافة إلى عدد من المعاهد والمدارس المتخصصة. وتتجلى الثقافة في لبنان عمومًا بانفتاحها على ثقافات الشرق والغرب، الأمر الذي يفسر وجود العديد من المؤسسات التعليمية العالمية في لبنان. وعادت الجامعات اللبنانية لتجذب الطلاب العرب للدراسة فيها بعد توقف خلال الحرب الأهلية.
أما بالنسبة إلى التعليم الابتدائي والثانوي فالمدارس الحكومية والخاصة منتشرة في جميع أنحاء لبنان وهي توفر التعليم بلغتين على الأقل.
ومن أهم الجامعات اللبنانية: جامعة القديس يوسف التي أسسها الآباء اليسوعيون والجامعة الأميركية في بيروت التي أسستها الإرسالية الأميركية في عام 1866م والجامعة اللبنانية التي تأسست عام 1953 وتضم 13 كلية، منها كليات التربية والآداب والحقوق والعلوم والهندسة والطب ومعهد للفنون الجميلة، ثم تبعتها جامعة بيروت العربية التي تضم كليات آداب وحقوق وتجارة وهندسة وطب.

### الاستجمام
يصل طول الشاطئ اللبناني إلى 200 كم، ويبلغ عدد الأيام المشمسة في البلاد قرابة 300 يوم، مما يجعله مقصدًا بارزًا لمحبي الاستجمام والنشاطات والرياضات البحرية المتنامية في أماكن مختلفة من البلاد. من الشواطئ والملاهي المائية المعروفة في لبنان: أوشيانا بييتش ريزورت (بالإنجليزية: Oceana beach resort)، إدّه ساندز (بالإنجليزية: Edde Sands)، لاغوافا ريزورت (بالإنجليزية: Laguava Resort)، سيان (بالإنجليزية: Cyan)، جنة سور مير (بالفرنسية: Janna sur mer)، غرين بييتش (بالإنجليزية: Green Beach)، بامبوو بأي (بالإنجليزية: Bamboo bay)، وايفز أكوا بارك (بالإنجليزية: Waves Aquapark)، وواتر غايت أكوا بارك (بالإنجليزية: Watergate Aquapark).
- من شواطيء لبنان:

1. شاطيء عمشيت
2. شاطيء صور
3. شاطيء البترون
4. شاطيء شكا
5. شاطيء طبرجا

## المنتجات الحرفية السياحية
تتميّز المنتجات الحرفية اللبنانية بالجمال والذوق الفني، الذي يجتذب العديد من السوّاح الذين يرغبون بالاحتفاظ بتذكار عن رحلتهم إلى البلد. يتركز الإنتاج الحرفي في القرى اللبنانية وبعض البلدات، حيث يتوارث الناس هذه المهارة جيلا بعد جيل، ويصنعون منتجاتهم من المواد الخام المحليّة. تتخصص كل منطقة من المناطق اللبنانية بنوع معين من الإنتاج الحرفي، مثل صناعة السلال، حياكة السجاد، صناعة الأواني الخزفية والفخارية والنحاسية، الحدادة، التطريز، صناعة الزجاج، وصياغة الذهب والفضة. تتميز بعض القرى اللبنانية أيضا بصناعة أجراس الكنائس المزخرفة.

## الوجهات السياحية والمهرجانات

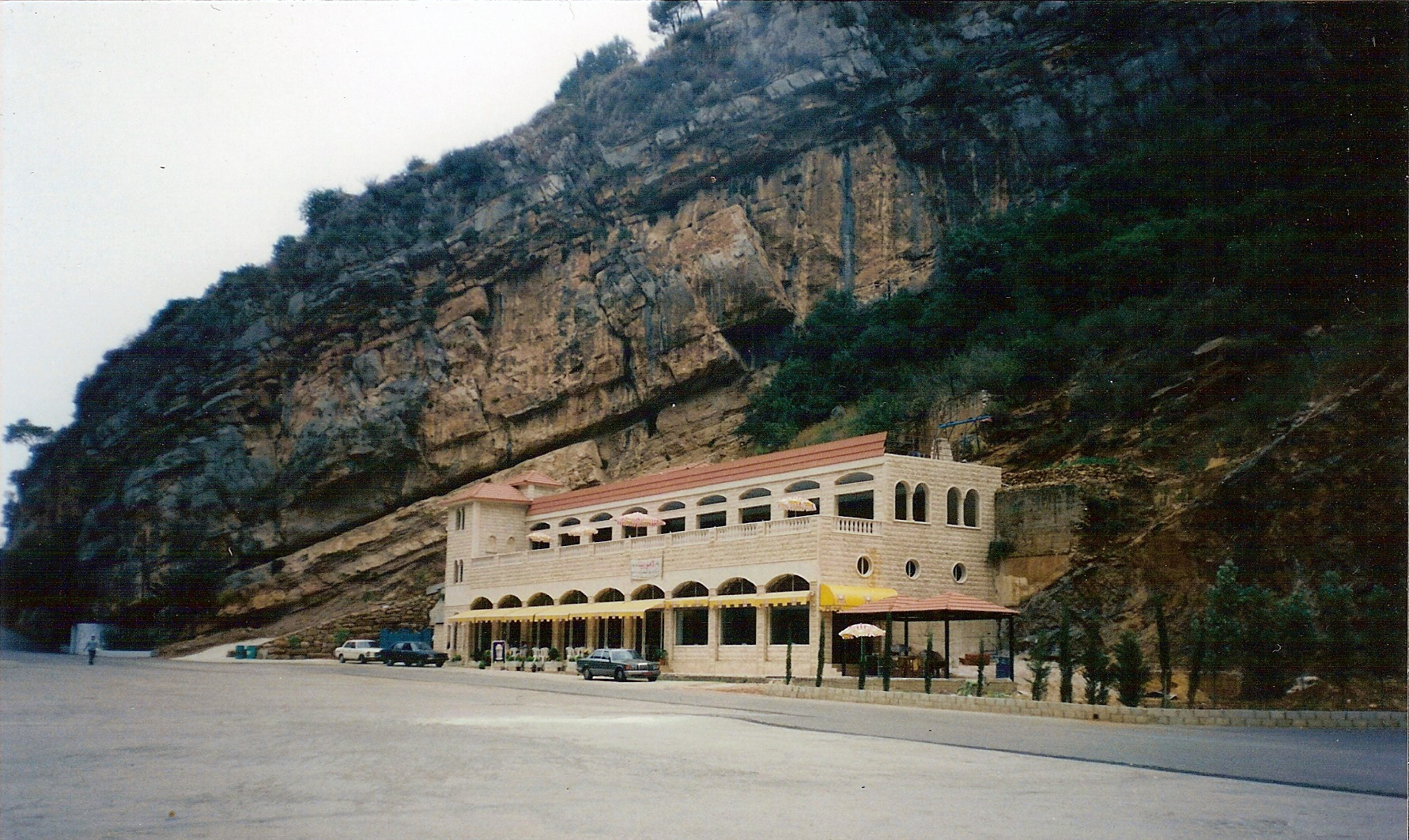
مدخل مغارة جعيتا.

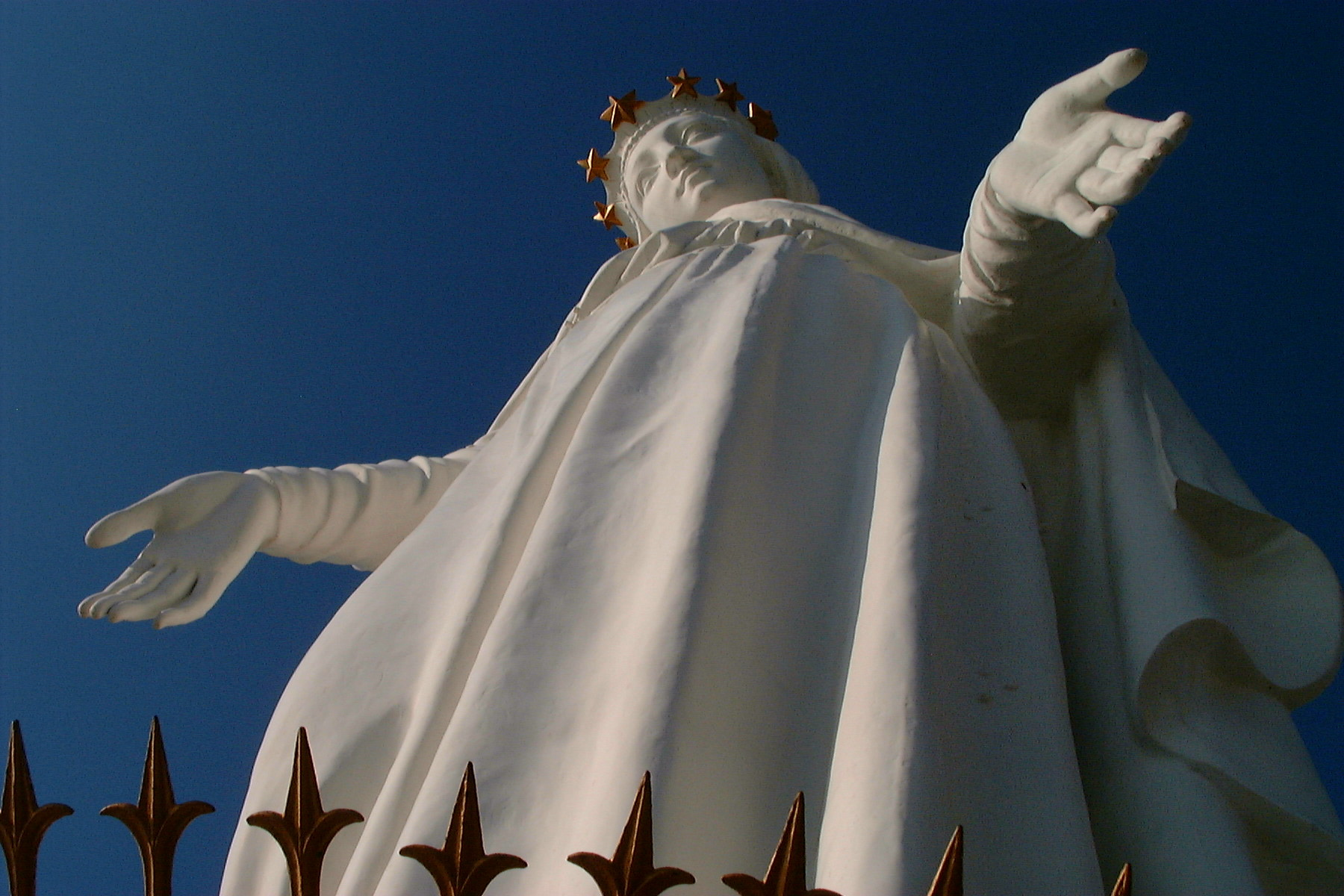
تمثال مريم العذراء، «سيدة لبنان»، في حاريصا.

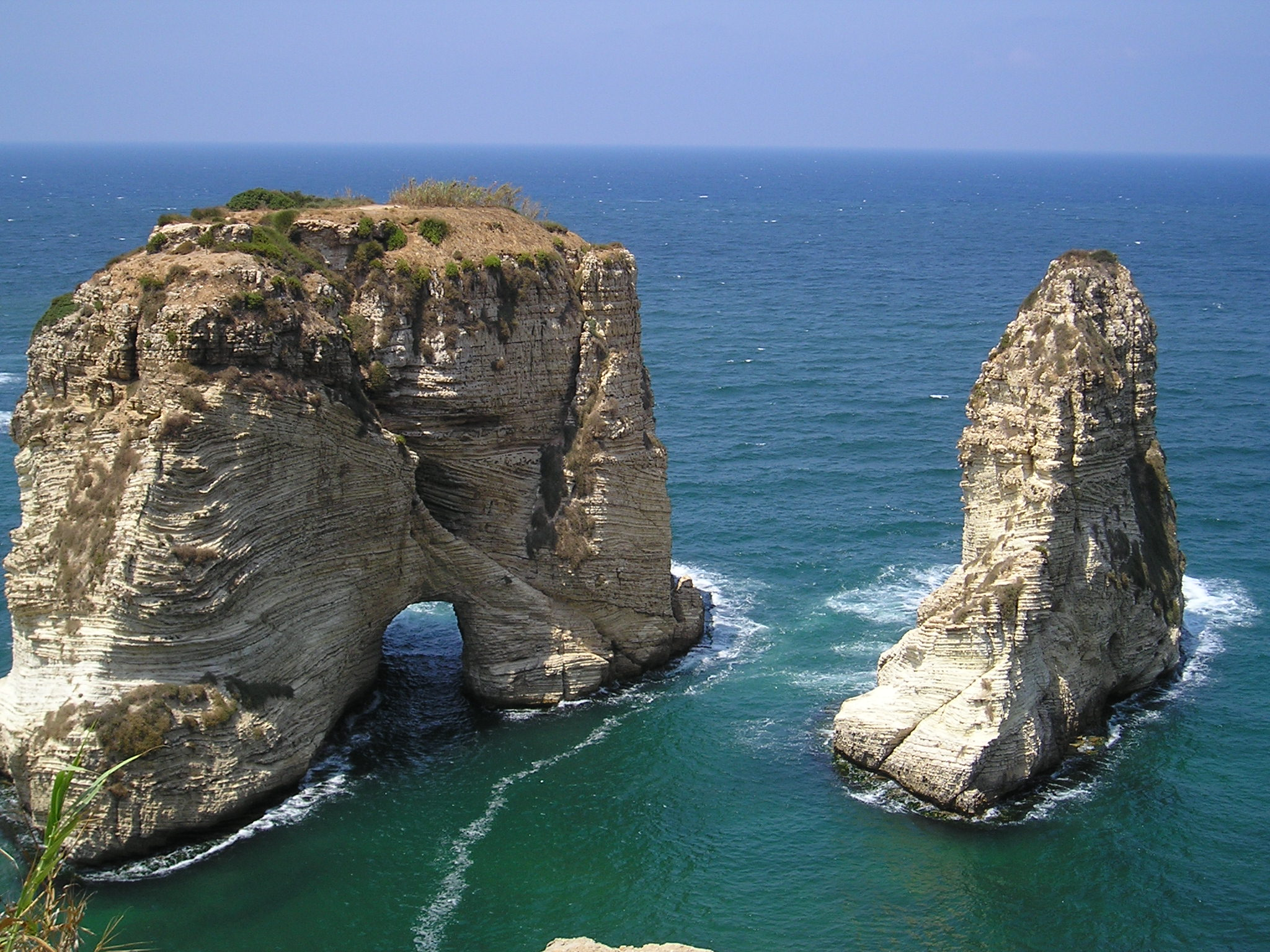
صخرة الروشة

من أكثر الوجهات السياحية في لبنان التي يقصدها السائحون:
- صيدا: وهي مدينة تأسست منذ قرابة 6,000 عام، وكانت تُعرف، ولا تزال في أوروبا، باسم «صيدون». من معالمها المشهورة قلعة البحر والمدينة القديمة حيث السوق القديم والعديد من الخانات ومصانع الصابون.
- فاريا مزار كفرذبيان: موقع تزلّج رئيسي ومنتجع جبلي.
- بيروت: عاصمة لبنان، التي تقدم للسائح فرصة التمتع بالحياة الليلية الصاخبة أو قضاء الوقت في أحد المطاعم أو المقاهي المشهورة على الشاطئ، وزيارة معالم المدينة المعمارية والطبيعية مثل صخرة الروشة ومسجد محمد الأمين ووسط بيروت التجاري.
- حاريصا: وهي منطقة تقع شمال بيروت، في جونيه، حيث يستطيع السياح استقلال الترام الجوّي أو «التلفريك» صعودًا إلى جبل حاريصا لزيارة مزار سيدة لبنان.
- مغارة جعيتا: وهي إحدى أجمل الكهوف الكلسيّة في العالم.
- بيت الدين: وهي بلدة في قضاء الشوف، كانت عاصمة الإمارة اللبنانية الشهابية ومركز متصرفية جبل لبنان، وهي تأوي قصر بيت الدين ويُقام فيها مهرجان سنوي صيفي يحمل اسمها.
- البترون: وهي بلدة صغيرة في شمال لبنان، تقع فيها قلعة المسيلحة المشهورة التي بناها الصليبيون.
- طرابلس: طرابلس هي ثاني أكبر مدينة في لبنان وتُعد العاصمة الثانية بعد بيروت. شهدت المدينة تعاقب العديد من الحضارات، ومن أبرز معالمها السوق القديم، القلعة، ومينائها الذي يُعد من أقدم الموانئ في العالم.

هناك عدد كبير من المهرجانات التي تُقام في لبنان، وبشكل خاص في موسم الصيف، حيث يقدم فنانون لبنانيون وأجانب لوحات فنيّة مختلفة في المواقع الأثرية والتاريخية الرئيسيّة، وبشكل خاص في بعلبك وجبيل وبيت الدين. أما مهرجانات لبنان الرئيسيّة فهي: مهرجانات عنجر، مهرجان البستان، مهرجانات بعلبك الدولية، مهرجانات بيت الدين، مهرجانات بيبلوس الدولية، مهرجانات دير القمر، مهرجانات صور.

## إحصائيات

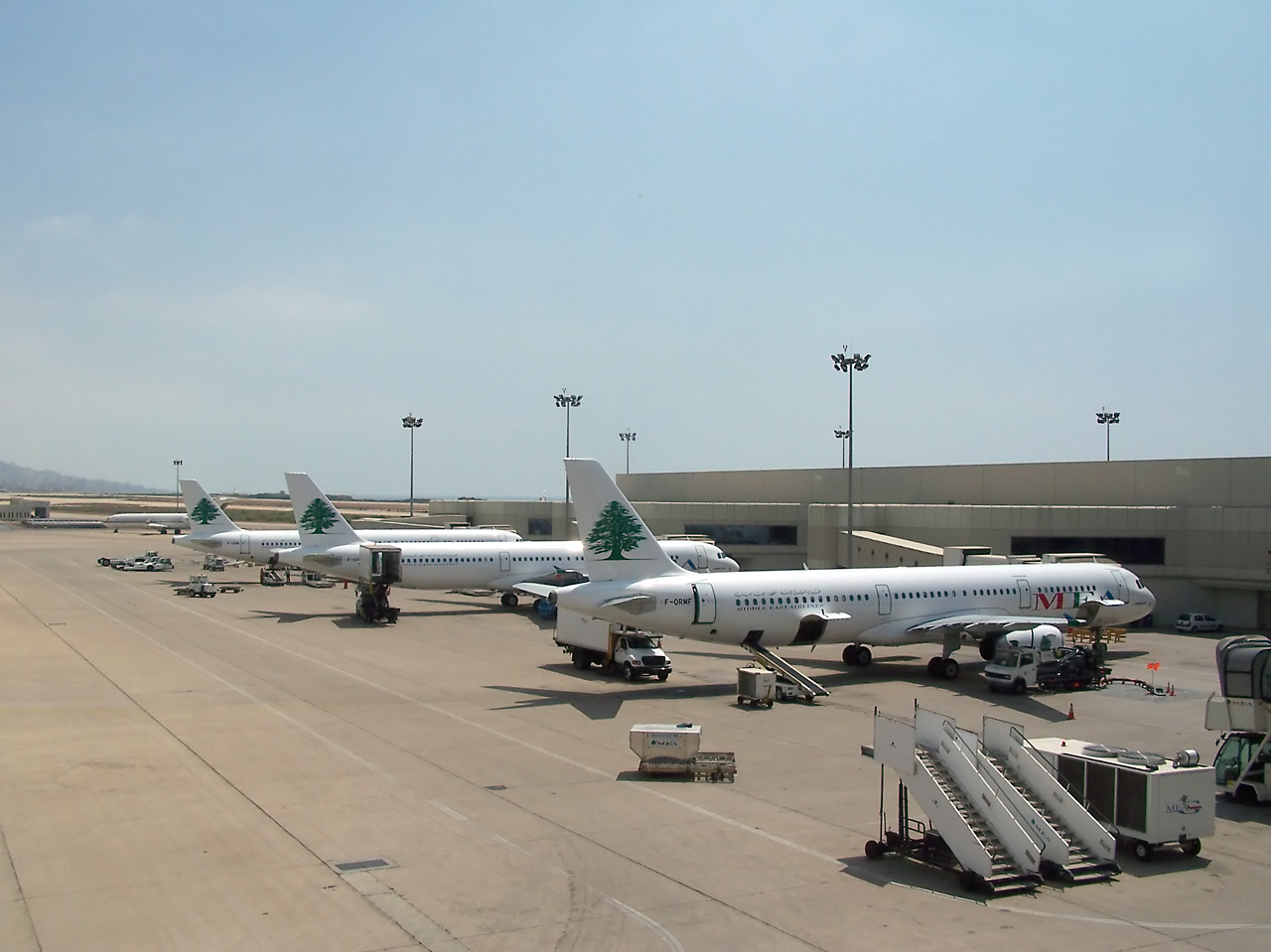
ثلاث طائرات إيرباص إيه 320، مصطفة في الجناح الغربي لمطار بيروت رفيق الحريري الدولي.

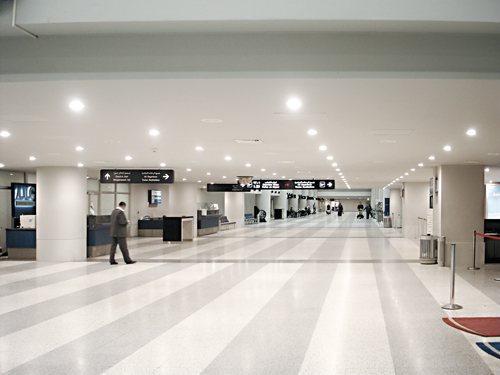
داخل مطار بيروت رفيق الحريري الدولي.

كانت السياحة هي القطاع الرئيسي الذي يمد الخزينة اللبنانية بأغلبية الموارد الماليّة، حيث كانت تُساهم بحوالي 20% من الناتج المحلي الإجمالي خلال العقدين الذين سبقا الحرب الأهلية. ومنذ نهاية الحرب، أخذ هذا القطاع يستعيد حيويته شيءًا فشيئًا، إلا أن السياحة لم تعد بعد إلى ذات المستوى الذي كانت عليه قبل الحرب. ساهم قطاع السياحة بحوالي 9% من الناتج المحلي الإجمالي عام 1999، وفي عام 2001 كان أسرع قطاعات البلد نموًّا، حيث بلغت نسبة زيادة السوّاح الذين زارو البلاد بين عاميّ 1996 و2000 إلى 14% سنويّا. ضخّ القطاع السياحي 6.374 مليون دولار أميركي إلى الاقتصاد اللبناني عام 2003، وفي سنة 2005، بلغ نصيب الفرد من الناتج المحلي 1,433 دولار أميركي. في عام 2006، أجرت وزارة السياحة إحصائية تبيّن فيها أن هناك 373,037 حجزًا في المواقع السياحية الرئيسيّة في البلاد. في عام 2009، زار لبنان حوالي مليوني سائح، وهو رقم قياسي، تجاوز الرقم القياسي السابق الذي سجل عام 1974 البالغ 1.4 مليون سائح. نما عدد السياح بنسبة 39 ٪ في 2009 مقارنة بسنة 2008، وهي أكبر نسبة نمو في العالم وفقا لمنظمة السياحة العالمية. يرجع الفضل في ذلك إلى زيادة الاستقرار السياسي والأمن في لبنان. وبرز لبنان أيضًا من خلال العديد من وسائل الإعلام الدولية، بما في ذلك نيويورك تايمز وسي إن إن وباري ماتش، كوجهة سياحية رائدة في بداية عام 2009. وصل الدخل السنوي للبنان من السياحة إلى 7 مليارات دولار، أي حوالي 20 في المائة من إجمالي الناتج المحلي، بحسب وزير السياحة. على الرغم من الارتفاع الأخير في شعبيتها كوجهة سياحية، تواصل الولايات المتحدة مع عدد من الدول الأخرى حث مواطنيها على تجنب السفر إلى لبنان بسبب المخاوف الحالية المتعلقة بالسلامة والأمن.

### في السنوات الماضية
| السنة | عدد السياح الوافدين | حصة السوق في الشرق الأوسط |
| ----- | ------------------- | ------------------------- |
| 1995  | 450,000             |                           |
| 2000  | 472,000             | 3.1%                      |
| 2003  | 1,016,000           |                           |
| 2004  | 1,278,000           |                           |
| 2005  | 1,140,000           | 2.9%                      |
| 2010  | 2,351,081           |                           |
| 2011  | 2,001,811           |                           |

في 16 أغسطس 2015، خلال الاجتماع السابع للجنة العليا المشتركة الأردنية اللبنانية، تم التوقيع على اتفاقية شراكة بين الأردن ولبنان مدتها خمس سنوات بهدف تعزيز السياحة في كلا البلدين.

## الوافدون حسب الجنسية
يعرض الجدول التالي جنسيات الزوار الوافدين إلى لبنان بين عامي 2018 - 2023:
| البلد            | 2023        | 2022        | 2021        | 2020        | 2019        | 2018      |
| ---------------- | ----------- | ----------- | ----------- | ----------- | ----------- | --------- |
| سوريا            | ▼ 2,200,000 | ▼ 2,100,000 | ▼ 1,500,000 | ▼ 1,200,000 | ▼ 1,800,000 | 2,687,509 |
| العراق           | ▼ 180,000   | ▼ 170,000   | ▼ 100,000   | ▼ 80,000    | ▼ 150,000   | 211,589   |
| الولايات المتحدة | ▲ 200,000   | ▲ 190,000   | ▼ 80,000    | ▼ 60,000    | ▼ 140,000   | 190,464   |
| فرنسا            | ▲ 190,000   | ▲ 180,000   | ▼ 70,000    | ▼ 55,000    | ▼ 130,000   | 181,321   |
| كندا             | ▲ 120,000   | ▲ 110,000   | ▼ 60,000    | ▼ 40,000    | ▼ 85,000    | 114,137   |
| ألمانيا          | ▲ 110,000   | ▲ 105,000   | ▼ 50,000    | ▼ 35,000    | ▼ 90,000    | 104,167   |
| الأردن           | ▲ 95,000    | ▲ 90,000    | ▼ 60,000    | ▼ 45,000    | ▼ 80,000    | 92,920    |
| مصر              | ▲ 95,000    | ▲ 90,000    | ▼ 50,000    | ▼ 40,000    | ▼ 75,000    | 92,173    |
| أستراليا         | ▲ 85,000    | ▲ 80,000    | ▼ 45,000    | ▼ 30,000    | ▼ 60,000    | 84,218    |
| إثيوبيا          | ▲ 85,000    | ▲ 80,000    | ▼ 50,000    | ▼ 40,000    | ▼ 65,000    | 80,767    |
| المملكة المتحدة  | ▲ 80,000    | ▲ 75,000    | ▼ 40,000    | ▼ 30,000    | ▼ 70,000    | 75,309    |
| السعودية         | ▼ 70,000    | ▼ 65,000    | ▼ 35,000    | ▼ 25,000    | ▼ 50,000    | 61,547    |
| المجموع          | ▼ 3,615,000 | ▼ 3,435,000 | ▼ 2,100,000 | ▼ 1,680,000 | ▼ 2,795,000 | 4,651,399 |